# Pilatus PC-7
Le Pilatus PC-7 Turbo Trainer est un avion d'entraînement à turbopropulseur fabriqué par le constructeur suisse Pilatus Aircraft. L’appareil, capable de toutes les fonctions d’entraînement de base, a été sélectionné par plus de vingt forces aériennes comme avion d'entraînement. Depuis son introduction en 1978, plus de 600 exemplaires ont été vendus, la majorité étant encore en service. La flotte mondiale de PC-7 a effectué plus d'un million d'heures de vol.

## Développement
Le PC-7 Turbo-Trainer a été conçu sur la base du Pilatus P-3 comme avion d'entraînement pour la formation initiale (ab initio) et basique (« Basic trainer ») des pilotes militaires, notamment dans les domaines de la voltige aérienne, du vol aux instruments, du vol tactique et du vol nocturne.
Après le développement des avions d’entraînement P-2 (1945) et P-3 (1953), tous deux en service dans les Forces aériennes suisses, Pilatus décide de produire un nouvel avion pour répondre au marché mondial des avions d’entraînement. Afin de répondre au mieux aux besoins de ce créneau, le cahier des charges fut conséquent : un turbomoteur performant engendrant de faibles nuisances sonores, une cellule robuste et un train d’atterrissage supportant de nombreux décollages et atterrissages, des commandes précises et maniables, un cockpit biplace moderne et bien équipé, une faible consommation de kérosène, un entretien facile et de faibles coûts d’exploitation.
Le premier prototype est réalisé à partir du prototype du P3-01 (HB-HON) en remplaçant son moteur à piston Lycoming O-435 (en)-C2-Boxer par un turbopropulseur Pratt & Whitney PT6A-20 de 550 SHP. Il effectua son premier vol sur l’aérodrome de Buochs (en) le 12 avril 1966 avec Rolf Böhm aux commandes sous la désignation P3-06 (P-3B). La désignation PC-7 fut introduite l’année suivante à l’occasion du Salon aéronautique du Bourget. Ce fut la première tentative de Pilatus dans le marché des avions d’entraînement à turbine.

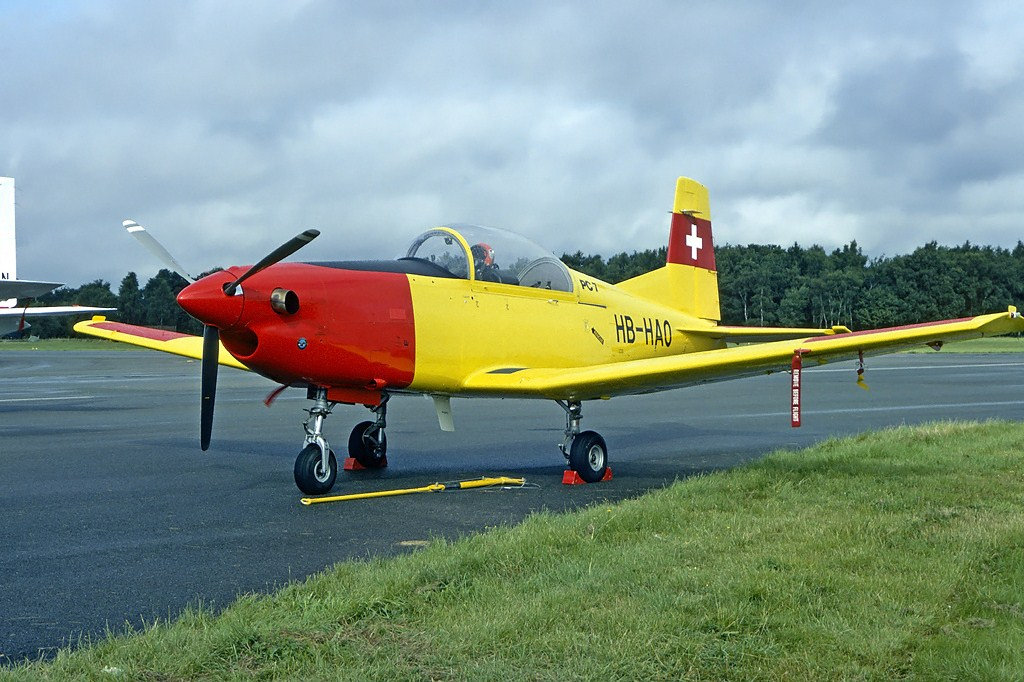
Le premier PC-7 de série (s/n 101, HB-HAO) effectua son premier vol le 18 août 1978 (photo du 5 septembre 1980).

En 1974 le programme est relancé avec la construction d'un second prototype à partir d'une cellule de P3-05 (s/n 509-58 / A-871) obtenue de l'armée suisse. Cette version, nettement améliorée et plus performante, était équipée d’une turbine PT6A-25. L'appareil (HB-HOZ) effectua son premier vol le 12 mai 1975 avec le pilote H. Galli aux commandes. Cet avion, aujourd'hui exposé au Flieger Flab Museum à Dübendorf, est le premier PC-7 à intégrer pour essais les Troupes d'aviation suisses en 1979 avec le numéro A-901 (s/n 509). D'autres modifications importantes suivirent plus tard dans le programme, avec notamment une nouvelle aile monobloc avec réservoirs de carburant intégrés, un empennage modifié et une verrière en bulle.
Le premier avion de série PC-7 Turbo-Trainer (s/n 101, HB-HAO) vola la première fois le 12 août 1978 avec à nouveau H. Galli aux commandes. La certification civile de l'OFCA a suivi le 5 décembre de la même année et les premières livraisons débutent immédiatement après. L’appareil est également certifié pour le marché civil en répondant à la réglementation de l'aviation générale en Europe et aux États-Unis (FAA).

## Conception
Le PC-7 Turbo-Trainer est un avion d’entraînement monoplan à ailes basses cantilever, biplace en tandem, en alliage métallique léger. À l’origine, il est doté d'un turbopropulseur PT6A-25A de 550 chevaux logé dans le nez de l'appareil avec hélice découplable. Le train d'atterrissage tricycle est rétractable. La verrière en bulle du poste de pilotage est en deux parties et offre une excellente visibilité. Le PC-7 MkII est équipé de deux sièges éjectables « zéro-zéro » Martin-Baker Mk CH 11A ou Mk.15A.

## Variantes
- PC-7 Turbo Trainer : avion d’entraînement militaire biplace motorisé avec un moteur turbopropulseur PT6A-25A (550 ch).
  - PC-7OE : version avec points d'attache pour l'Autriche
  - PC-7U : PC-7 développé pour l'Uruguay
  - NCPC-7 : désignation provisoire (en anglais : New Cockpit) entre 2006 et 2009 pour différencier les appareils des Forces aériennes suisses modernisés des autres. Ces avions reprirent la désignation PC-7 à la fin du programme de modernisation[3].
    - PC-7 WE : programme de modernisation des 27 PC-7 des Forces aériennes suisses débuté en 2024 garantissant leur utilisation jusqu'en 2040 et qui comprend : modification des systèmes de communication, ajout d'un TAS (système d'alerte anticollision), systèmes ADF (en) (radiogoniomètre automatique) étendus, démontage et remontage de l'avionique, des antennes et des faisceaux de câbles[4].
- PC-7 MkII : cellule et avionique du PC-9, ailes du PC-7, motorisé avec un moteur turbopropulseur Pratt & Whitney PT6A-25C moins puissant et plus économique que le PT6A-62 du PC-9[5]. Il effectua son premier vol le 28 septembre 1992.
  - Pilatus Astra : PC-7 MkII montés en Afrique du Sud à partir de prêts-à-monter livrés par Pilatus et dotée d'une avionique développée localement.

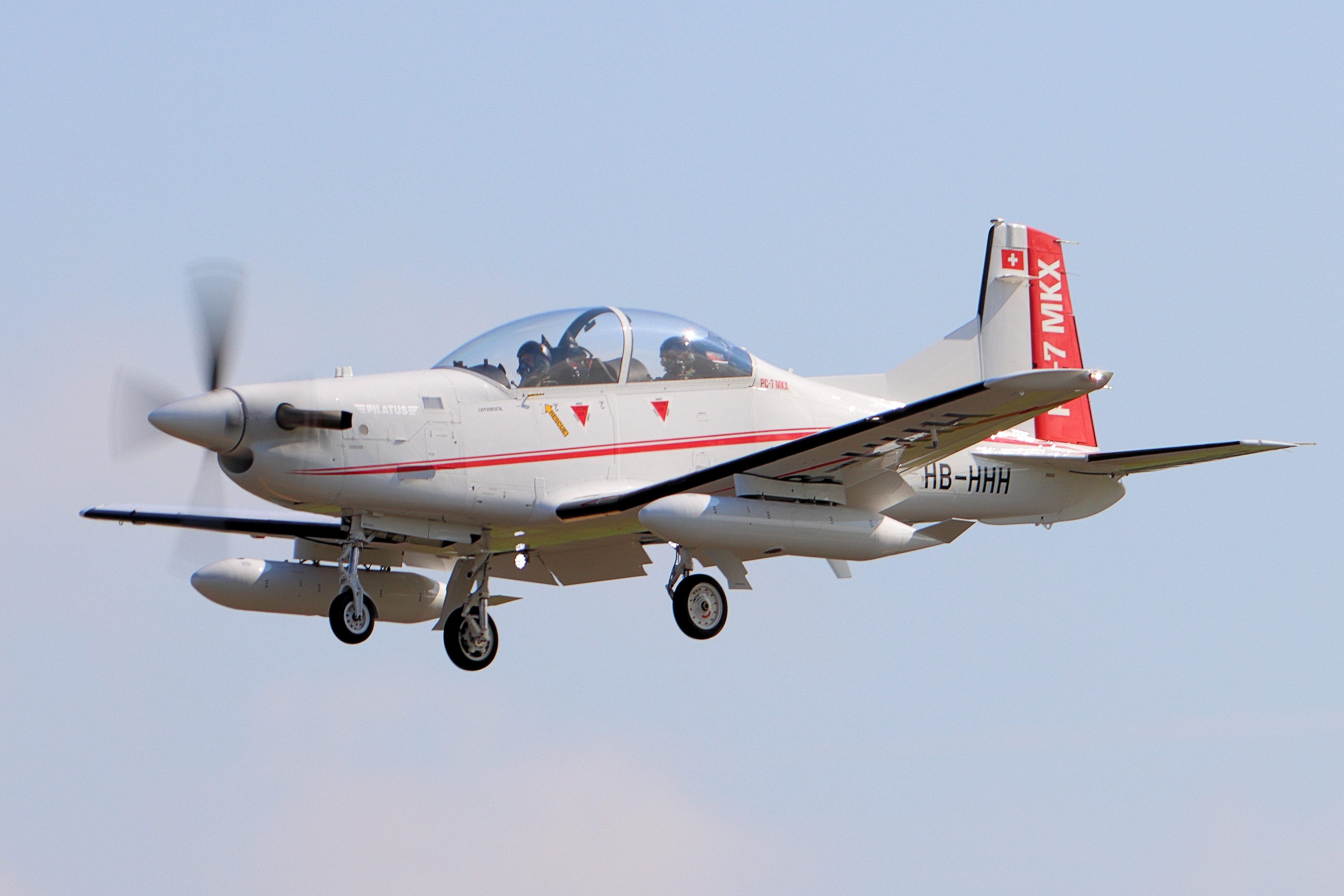
PC-7MKX (HB-HHH) en phase d'approche à RAF Fairford en 2024

- PC-7MKX : version améliorée et modernisée du MkII avec planche de bord tout écran à trois écrans multifonctions tactiles, sièges éjectables zéro zéro Martin Baker Z11A, système de climatisation nouvelle génération, train d’atterrissage renforcé, cône de nez un peu plus pointu et aérodynamique, ailettes de bout d'aile, présentée en novembre 2021[6]. Le système de formation au sol (en anglais : Ground Based Training System, GBTS) comprend également de nouvelles approches telles que la « réalité artificielle » (AR), la « réalité virtuelle » (VR) et la « réalité mixte » (MR).

### NCPC-7
La désignation NCPC-7 a été provisoirement utilisée dans les Forces aériennes suisses pour différencier les PC-7 modernisés (NC pour en anglais : New Cockpit) de ceux qui ne l'étaient pas encore. Elle fut supprimée après l’amélioration du dernier des 28 appareils en 2009. Dès lors, tous les Turbo-Trainer reprirent la désignation PC-7.
Le prototype vola pour la première fois le 30 septembre 2003 avec Armasuisse. La modification de dix-huit appareils, décidée dans le cadre du programme d’armement 2005, débuta dès 2006. Les appareils sont équipés d'une planche de bord tout écran, d'un GPS, d'un pilote automatique à trois axes, ainsi que d'un second appareil radio VHF. Il reçurent également une nouvelle livrée rouge et blanche à la place de l'emblématique orange. La cabine biplace est équipée à l’avant comme à l’arrière d’un Primary Flight Display et d’un Secondary Flight Display System. Une avionique identique ou similaire à celle du NCPC-7 a été intégrée sur le PC-9M et le PC-21. Ces améliorations élargissent significativement les possibilités d'engagement du PC-7. Il peut désormais être engagé au moyen de la procédure civile de vol aux instruments (IFR), et l’instruction selon les directives de l’AESA.
Les Forces aériennes reçurent les deux premiers PC-7 transformés en octobre 2006. Le 29 février 2008, les 18 NCPC-7 avaient officiellement été remis aux Forces aériennes et les contrats pour la transformation de dix autres PC-7 ont été signés. Le dernier appareil est livré en 2009.

## Caractéristiques

### PC-7Turbo Trainer
- Envergure : 10,4 m
- Longueur du fuselage : 9,75 m
- Hauteur : 3,21 m
- Surface alaire : 16,6 m2

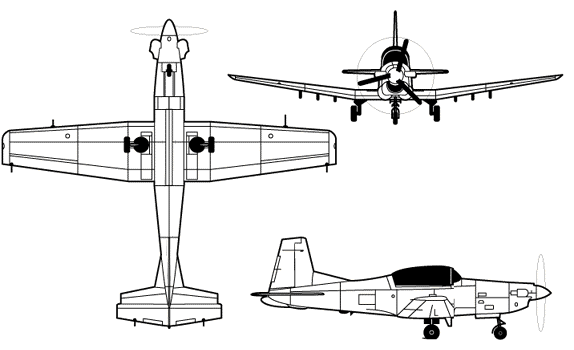
Plan trois vues du Pilatus PC-7 Turbo-Trainer.

- Structure : Avion à ailes basses cantilever, construction métallique[1]
- Groupe motopropulseur : turbopropulseur Pratt & Whitney Canada PT6A-25A de 550 ch[1] (ou 25A2 de 650 ch?)
- Hélice : hélice tripale réglable[1]
- Équipement : double commande, radio, équipement pour vol sans visibilité, train d'atterrissage escamotable

Masses
- Masse à vide en ordre de marche : 1 300 kg
- Masse maximale en vol sans charges externes: 1 900 kg
- Masse maximale en vol avec charges externes: 2 700 kg
- Masse maximale au décollage : 2 700 kg[1]
- Masse maximale à l'atterrissage : 2 100 kg

Performances
- Vitesse de croisière maximale : 199 nœuds vitesse air vraie  (sigle KTAS en anglais)
- Vitesse maximale (VNE) : 500 km/h[1] (270 noeuds, 310 mph)
- Plafond maximum : 10 060 m (33 000 ft)
- Plafond pratique : FL 250 (8 200 m[1])
- Taux de montée maximum : 10,9 m/s (2 150 ft/min)
- Charge alaire : 114,5 kg/m2 (23,44 lb/ft2)
- Autonomie de vol maximum : 3 h 30 min[1]
- Rayon d'action : 1 444 km (780 NM)[1]
- Distance franchissable maximale : 2 630 km (1 420 NM), à 5 000 m (16 400 ft) avec 20 minutes de réserve.
- Distance de décollage avec obstacle de 50 ft : 480 m
- Distance d'atterrissage avec obstacle de 50 ft : 460 m

Limitations
- Accélération positive maximale : +6,0 g
- Accélération négative maximale : −3,0 g
- Vitesse de décrochage : 119 km/h (64 knots, 74 mph), volets et train d’atterrissage sorti, moteur éteint

### PC-7 MkII
- Envergure : 10,19 m
- Longueur du fuselage : 10,18 m
- Hauteur : 3,26 m

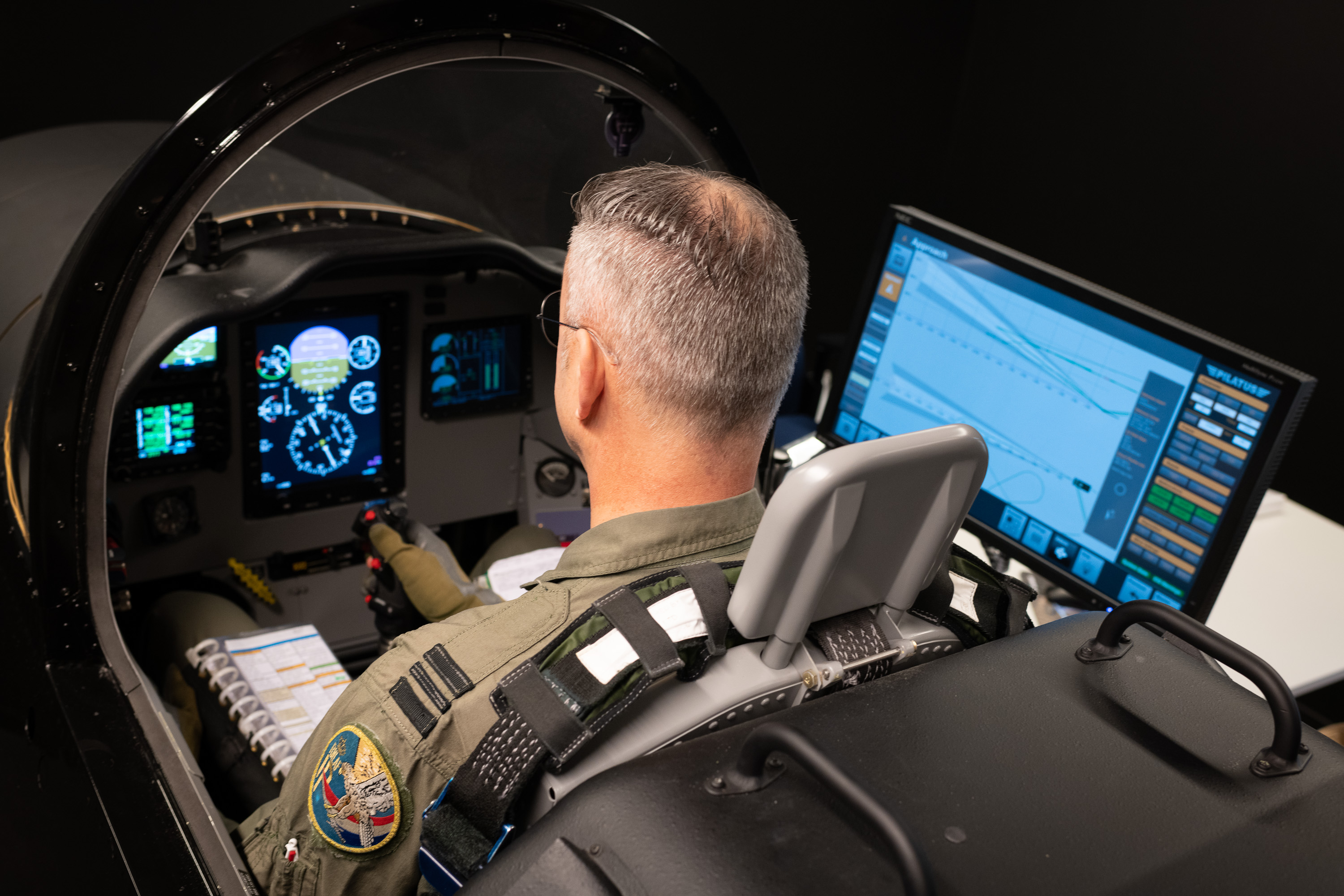
Simulateur des Forces aériennes royales néerlandaises comportant une planche de bord tout écran de même type que celle équipant les PC-7 néerlandais depuis leur modernisation.

- Moteur : turbopropulseur Pratt & Whitney Canada PT6A-25C de 709 ch
- Masse à vide (selon la configuration) : 1 720 kg
- Masse maximale au décollage (voltige) : 2 350 kg
- Masse maximale au décollage maximum (utilitaire) : 2 850 kg
- Sièges éjectables : Martin Baker Mk CH 15A

Performances
- Vitesse de croisière maximale (niveau de la mer) : 448 km/h
- Vitesse de croisière maximale (10 000 ft) : 463 km/h
- Taux de montée maximum : 13,59 m/s (2 675 ft/min)
- Rayon d'action : 1 482 km
- Distance décollage obstacle de 15 m (50 ft) : 457 m
- Distance d'atterrissage obstacle de 15 m (50 ft) : 687 m

Limitations
- Accélération positive maximale : +7,0 g
- Accélération négative maximale : −3,5 g
- Vitesse maximale : 556 km/h
- Vitesse de décrochage (volet et train d’atterrissage rentré) : 143 km/h
- Vitesse de décrochage (volet et train d'atterrissage sorti) : 128 km/h

## Galerie

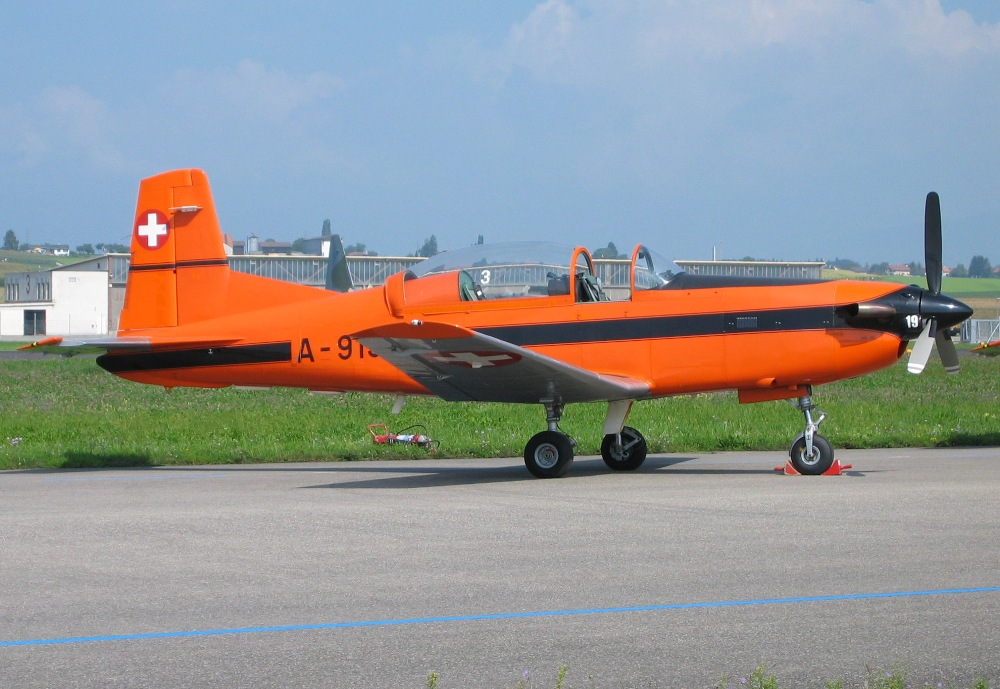
PC-7 des Forces aériennes suisses dans son ancienne livrée orange à la base aérienne de Payerne en 2004.
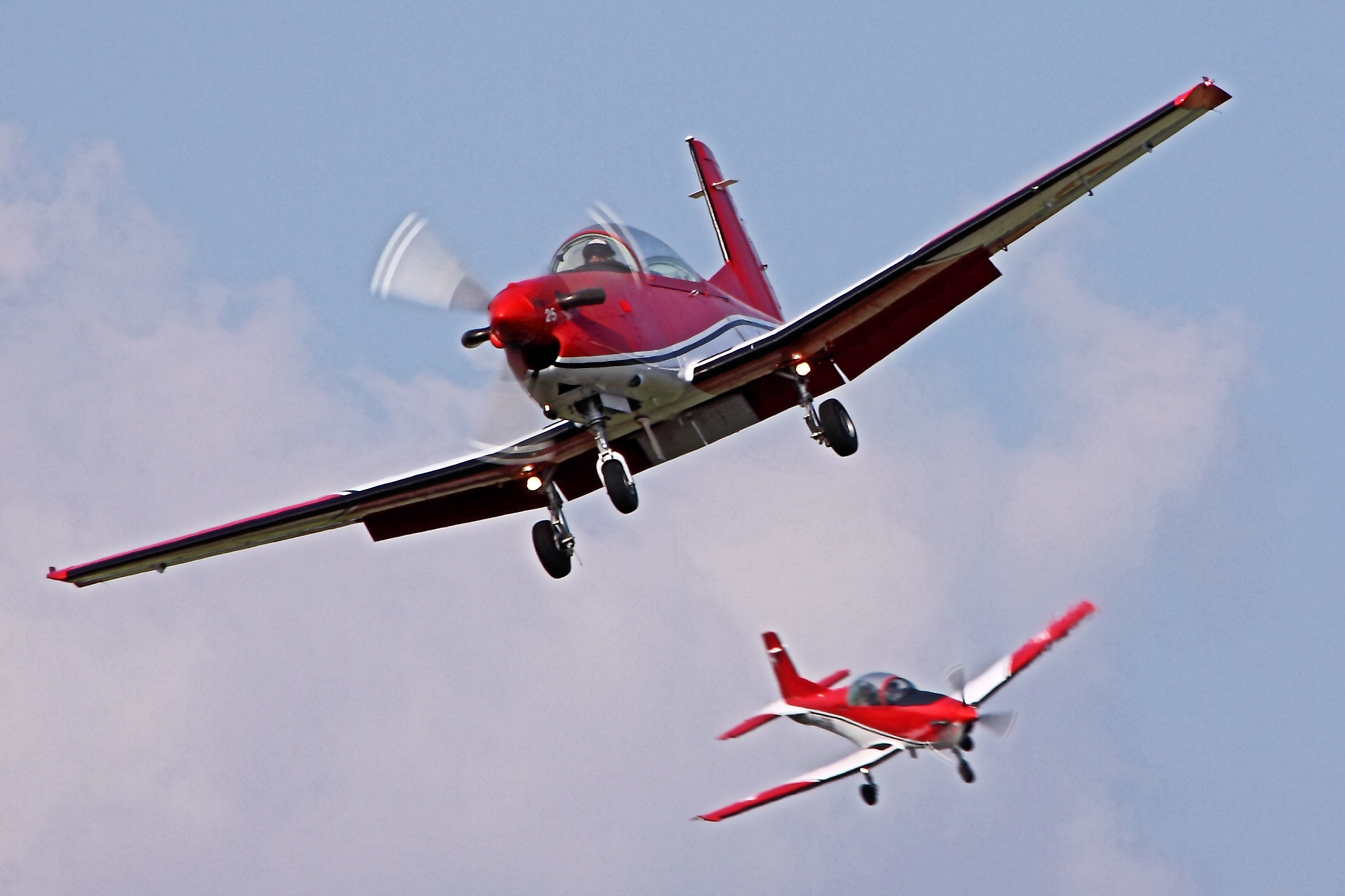
Deux PC-7 du PC-7 Team en phase d’atterrissage au RIAT 2013.
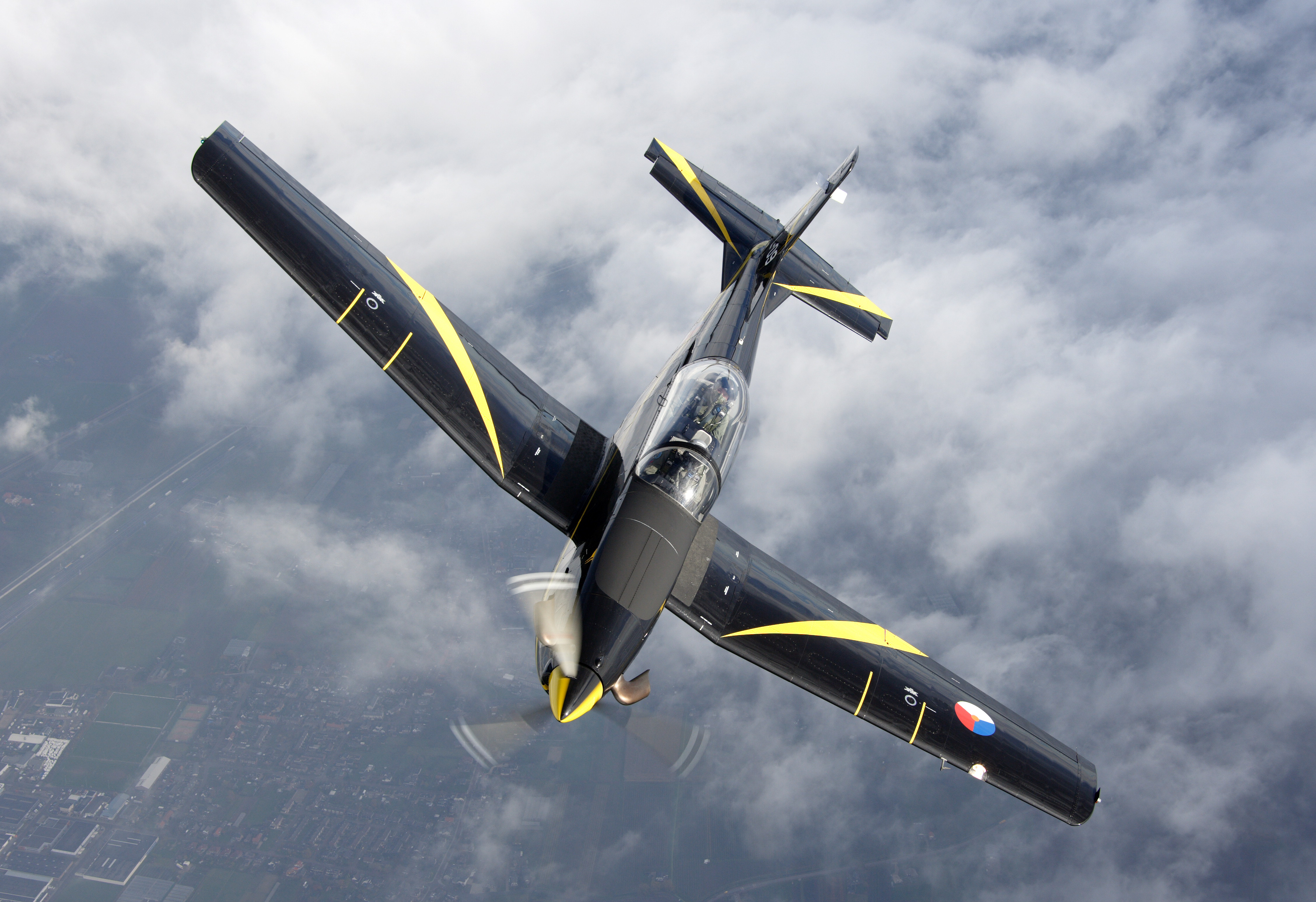
PC-7 des Forces aériennes royales néerlandaises en vol en 2006.
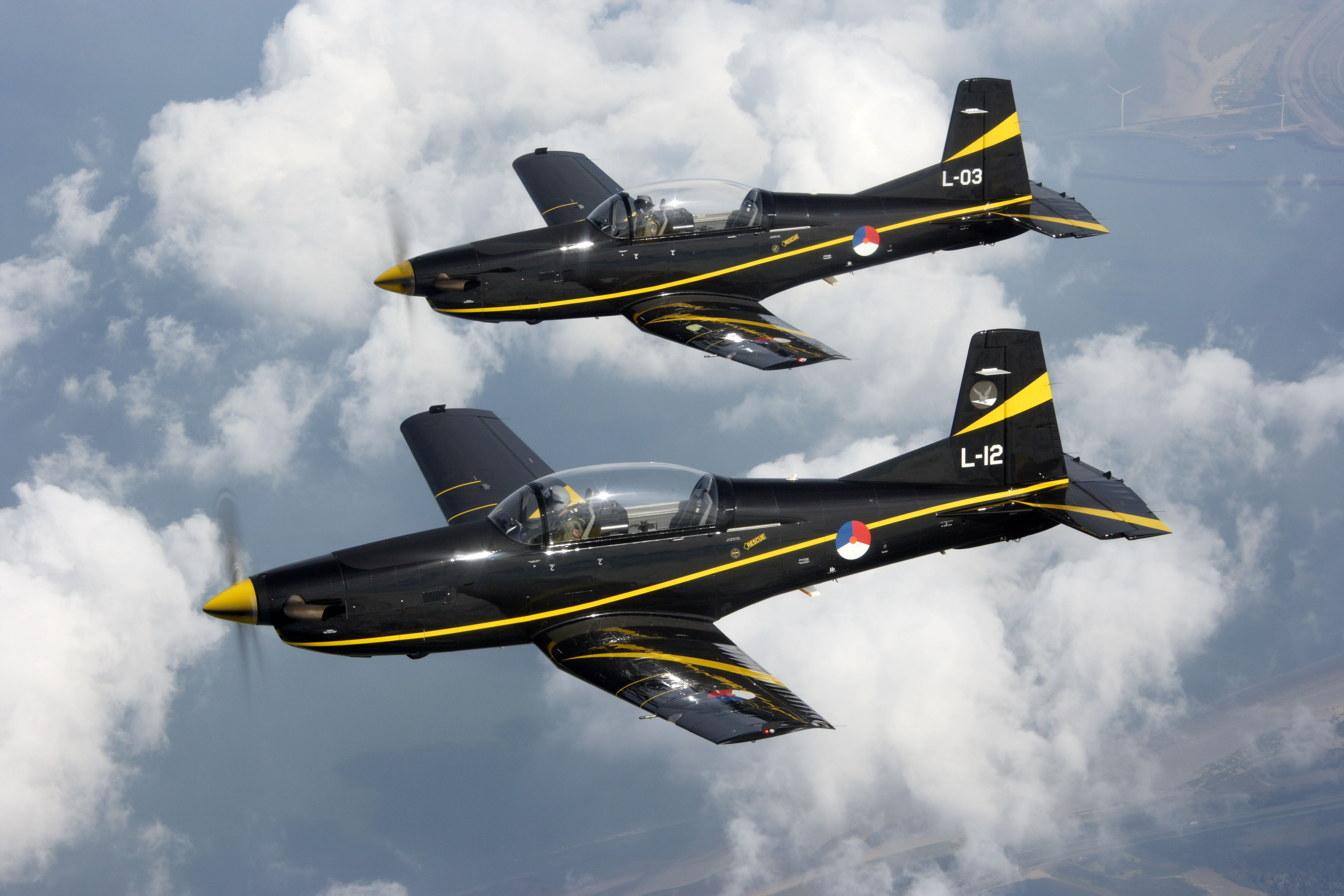
Deux PC-7 néerlandais volant en formation en 2006.
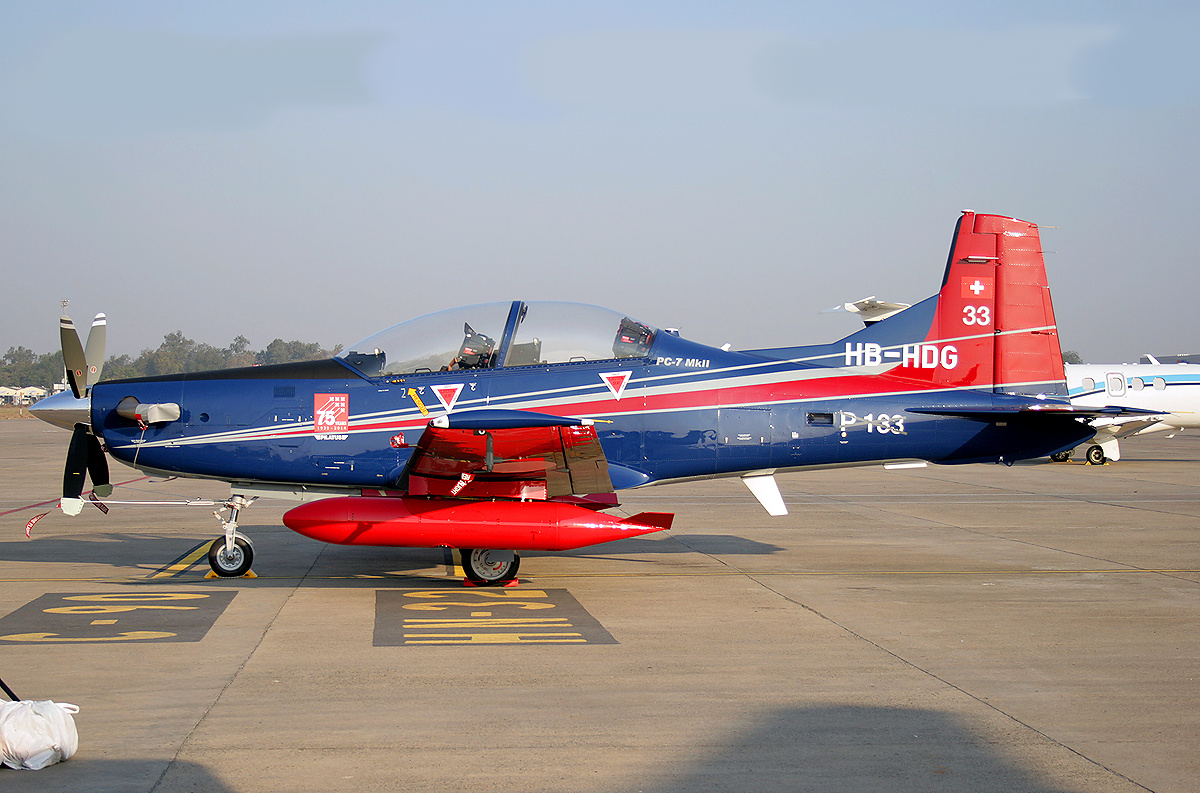
Pilatus PC-7 MkII de la Force aérienne indienne lors de son convoyage de Suisse en Inde en mai 2014.
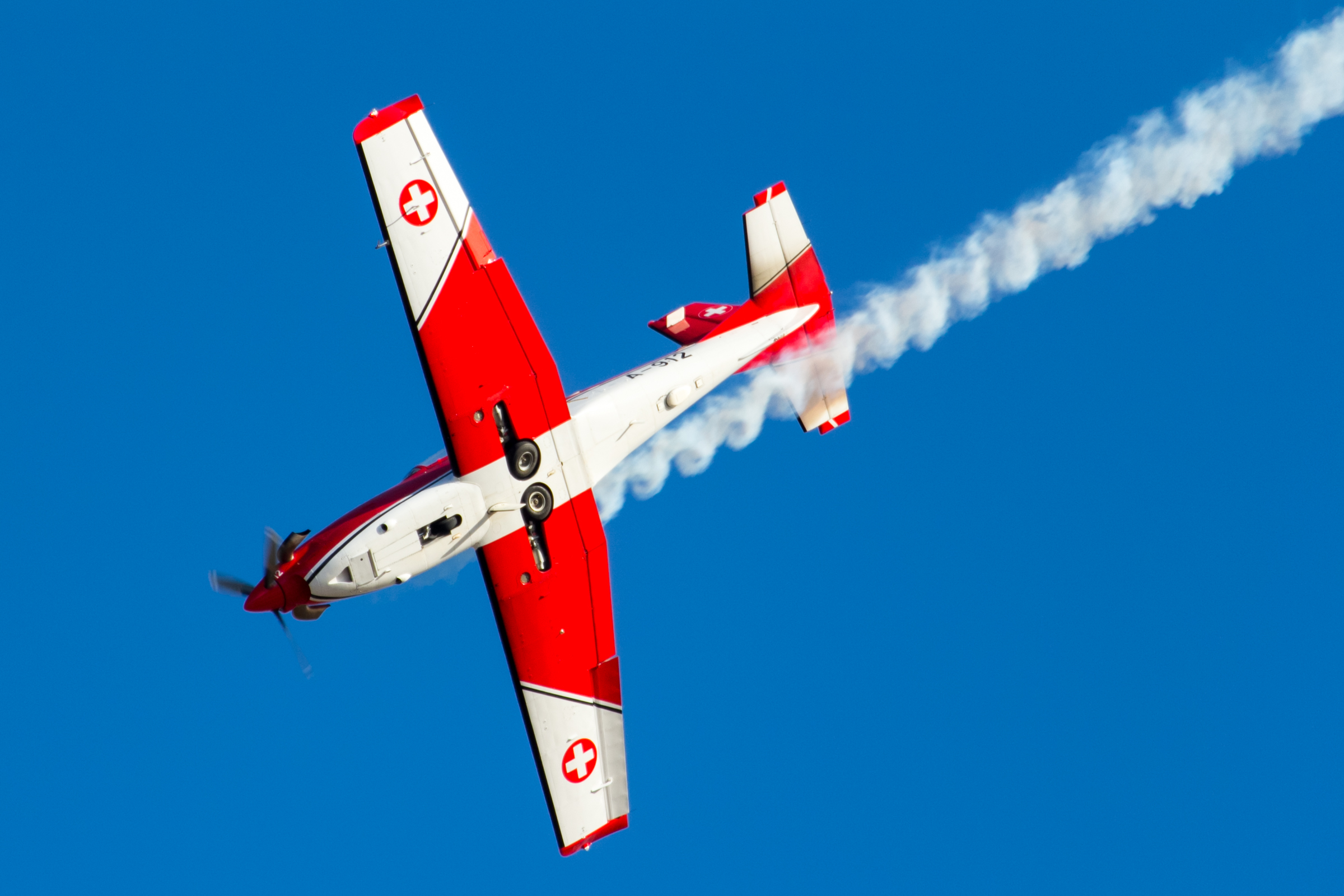
PC-7 des Forces aériennes suisses au meeting international de Malte en 2015.

## Production
Plus de 450 Pilatus PC-7 Turbo Trainer ont été vendus dans 21 pays, dont 163 PC-7 MkII[Quand ?]. En 2015, après la livraison de PC-7 MkII à l'Inde, le nombre total d'appareils produits est de plus de 600,,.

## Engagements
Le PC-7 est actuellement en service dans une vingtaine de pays. Au cours des années 1980, une polémique a fait rage en Suisse concernant un éventuel classement de cet avion en tant que « matériel de guerre », ce qui aurait empêché son exportation vers des pays en guerre ou considérés comme tels. Les partisans d'une limitation de son exportation argumentaient que bien que livré sans armement, il pouvait facilement être modifié en avion d'attaque au sol par les pays acquéreurs pour embarquer des mitrailleuses en nacelles (FN Herstal a été évoqué comme fournisseur), des roquettes voire des bombes. Il a été engagé notamment en Irak, en Iran, en Birmanie, au Mexique et au Guatemala.

## Utilisateurs

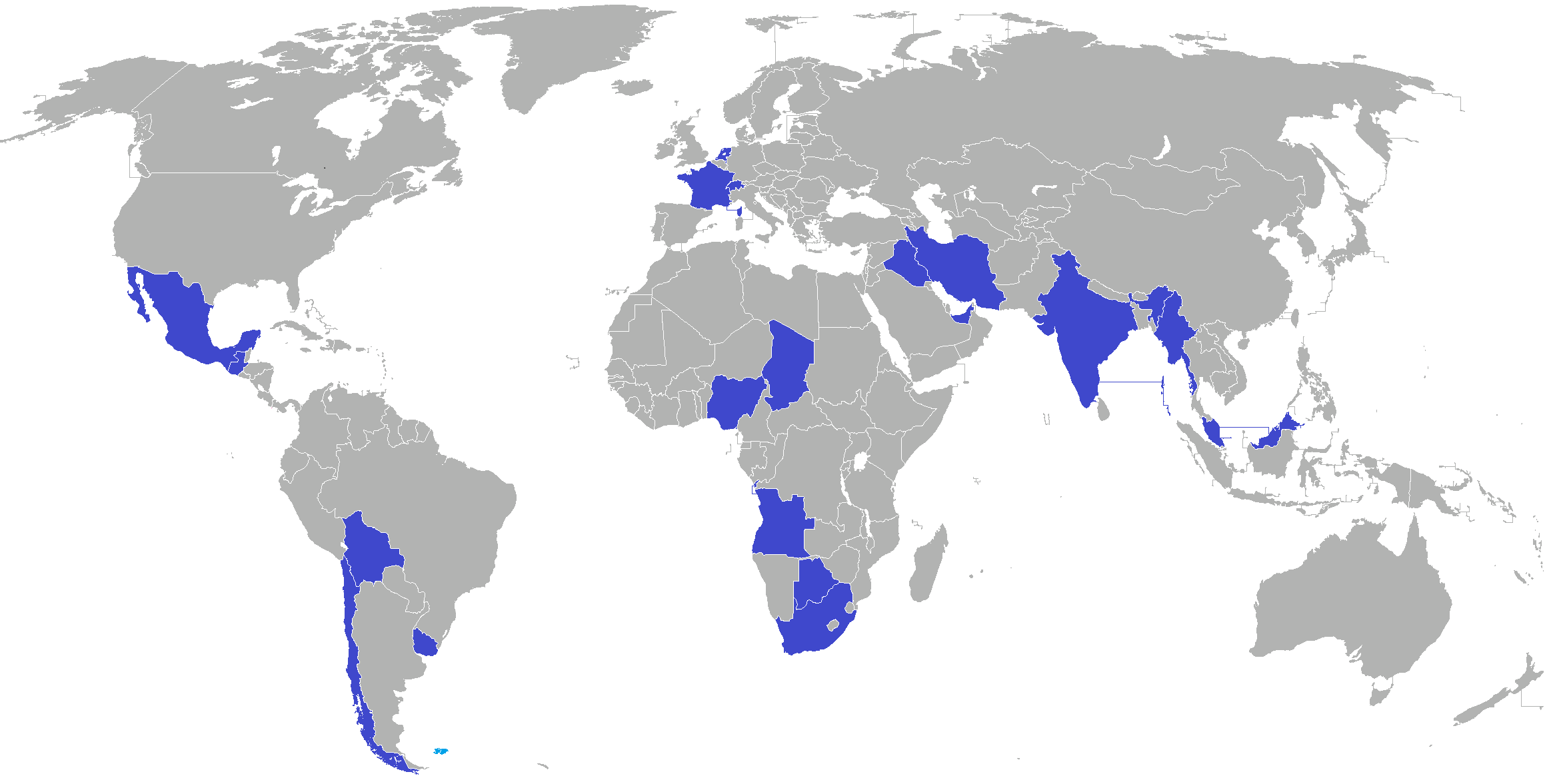
Utilisateurs militaires du PC-7

### Militaires

#### Afrique du Sud

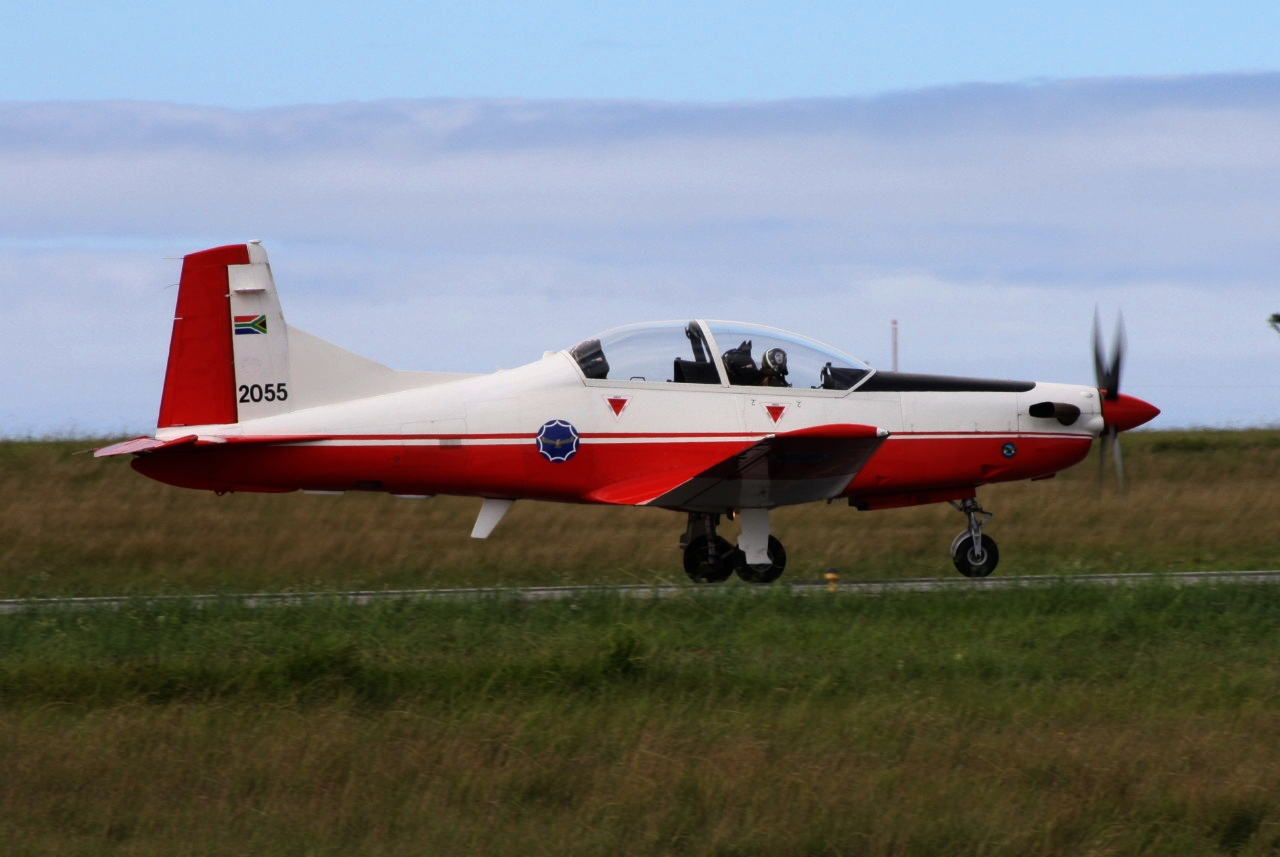
PC-7 MkII des forces aériennes sud-africaines

Force aérienne sud-africaine : 60 x Pilatus PC-7 MkII Astra (s/n 101 à 160 / immatriculation 2001 à 2060), cinq appareils ont été détruits dans des accidents (avec éjections), deux endommagés, 35 Pilatus PC-7 MkII en service au sein du Central Flying School (en) et du Test Flight and Development Centre (en). Commandés en 1993, ces avions furent montés localement à partir de prêts-à-monter livrés par Pilatus. Ils reçurent un ensemble avionique développé en Afrique du Sud et furent par conséquent nommés localement Pilatus Astra. Entre 2010 et 2013, 35 appareils furent modernisés par Pilatus. Ils reçurent notamment l'avionique standard MkII et un cockpit moderne, ils furent donc renommés Pilatus PC-7 MkII. Avant la modernisation, en raison du nombre réduit d'élèves pilote, la moitié de la flotte avait été stockée. La flotte active et stockée était échangée à intervalles réguliers pour équilibrer les heures de vol par cellule. La vingtaine d'autres PC-7 Astra ont été proposés à la vente.

#### Angola
Force aérienne nationale angolaise : 20 x PC-7 (s/n 300 à 311 et 568 à 575 / immatriculation R-401 à R-412 et R-418 à R-423, s/n 574 et 575 ont repris les immatriculations R-405 et R-407). Première série de 12 appareils (s/n 300 à 311) commandée en 1981 et livrée en 1982 et deuxième série de 8 appareils livrée en 1990. Cinq appareils ont été détruits dont un abattu le 20 juillet 1994 à Luanda. Seize PC-7 sont en service en 1994, neuf en 2003, cinq en 2016. Le R-417 (s/n 567) est exposé à la base de Luanda, le R-419 (s/n 569) à l'entrée de la base de Lobito.

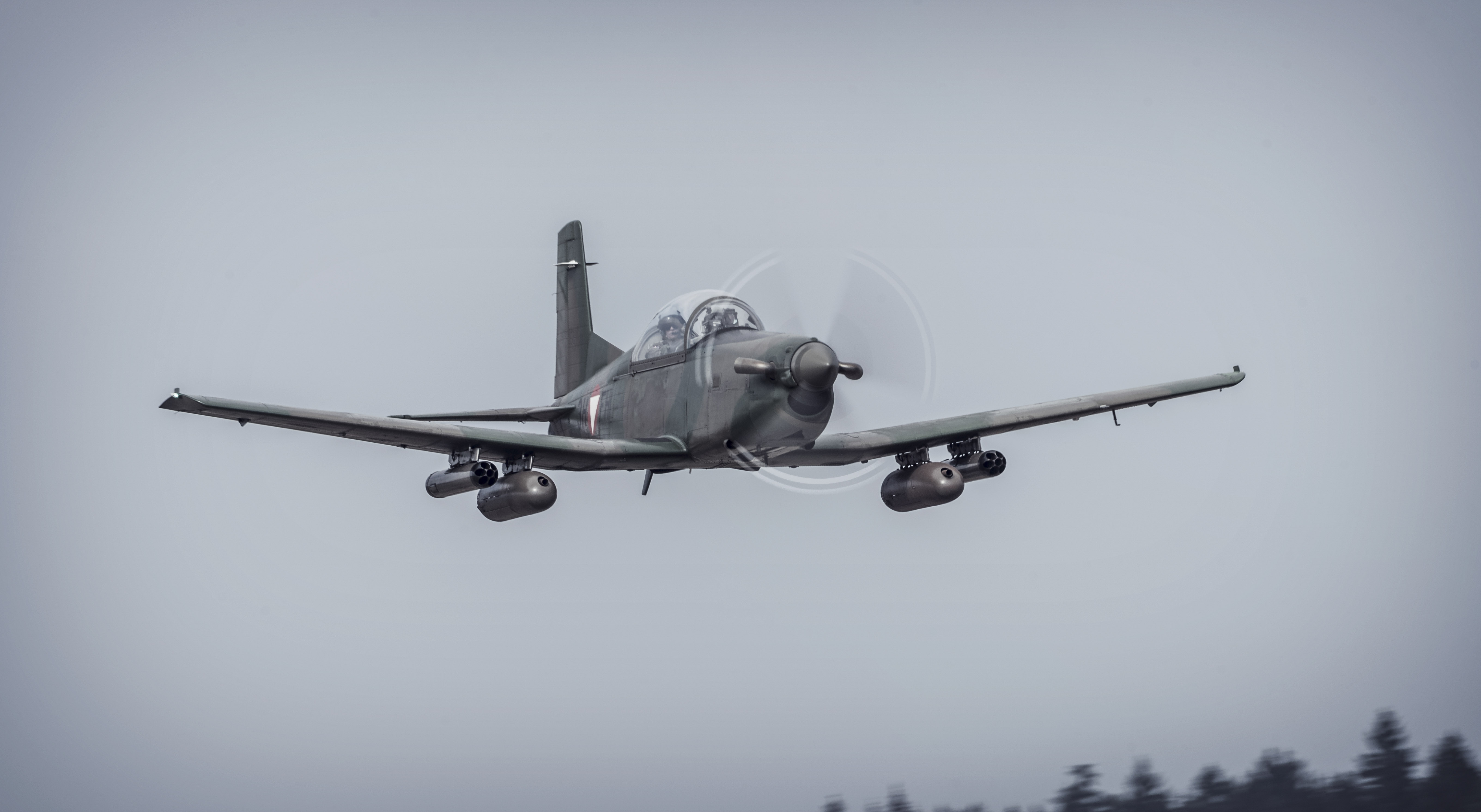
PC-7OE des forces aériennes autrichiennes

#### Autriche
Force aérienne autrichienne : 16 x PC-7OE (s/n 412 à 417, 445 à 448, 482 à 487 / immatriculation 3H-FA à 3H-FP) acquis en 1983 (4), 1984 (6) et 1985 (6). Ils servent pour la formation avancée des élèves pilotes avant leur passage au Saab 105OE de l'École de formation du « Fliergerregiment 3 » basée à Zeltweg, puis à partir de 2007 au sein de la FIATS (en allemand : Fliegerabwehr Truppen Schule) toujours à Zeltweg. Les appareils sont principalement utilisés pour la formation de base et avancée des pilotes, ainsi que pour des missions tactiques et la surveillance de l'espace aérien. Pour ces tâches (entraînement et engagement), les PC-7 peuvent être armés au moyen de six points d'attache sous les ailes (deux nacelles de mitrailleuses FN Herstal M2 calibre 12,7 mm, deux lance-roquettes, réservoirs supplémentaires ou bombes d'exercice). L'appareil 3H-FG (s/n 445) est accidenté le 30 juin 2010, trois ont été vendus à des civils, douze sont en service en 2018.

#### Birmanie
Force aérienne birmane : 16 x PC-7 (s/n 102 à 109 livrés en 1979, 138 à 145 livrés en 1979-1980 et 244 (UB-2310) / immatriculation UB-2301 à UB-2316). Douze avions sont en service en 2003. L'appareil 2310	(s/n 139) est accidenté le 12 novembre 1979. Le 2306 (s/n 107) est exposé au Defence services museum à Naypyidaw.

#### Bolivie
Force aérienne bolivienne : 24 x PC-7 (s/n 110 à 121 et 245 à 257 / immatriculation FAB 450 à FAB 473). Douze commandés en 1978, livrés en 1979 et douze autres en 1980, livrés en 1981. Vingt-deux appareils sont en service en 1994, dix-neuf en 2003. Treize appareils ont été accidentés , six sont stockés à Cochabamba pour les pièces détachées. L'appareil FAB-452 (s/n 112) est exposé au Museo Aeroespacial de la FAB à La Paz-El Alto, le FAB-458 (s/n 118) à PMA Cochabamba et le FAB-459 (s/n 119) à Aiquile. Les trois appareils restant (FAB-453, 470 et 471) sont modernisés en 2014. De 1992 à 1996, six de ces avions menèrent des missions de surveillance, interceptions et interdictions d'avions suspects dans le cadre de « Peace Aguila », un programme mené en collaboration avec les États-Unis contre le narcotrafic. Le 26 juin 2017 le PC-7 immatriculé FAB-471 (c/n 254) s'est écrasé près de Tarija après une panne technique, blessant les deux pilotes. Deux appareils (FAB-453 et 470) sont en service en 2019. 

#### Botswana
Escadre aérienne des forces de défense botswanaises :
- 8 x PC-7 : 7 x PC-7 (s/n 551 à 557 / immatriculation OD-1 à OD-7) commandés en 1989 et reçus en 1990. Le PC-7 OD-5 (s/n 555) est perdu le 26 février 1997 près de Kanye, il est remplacé par un nouvel appareil (s/n 481 / immatriculation OD-5 (2)) acquis en décembre 1997. Deux autres avions se sont percutés en vol en octobre 2011. Après deux décennies d'exploitation réussie totalisant plus de 28 000 heures de vol et plus de 70 000 atterrissages[23], les cinq PC-7 restants ont été retirés du service en 2013, certains ont été vendus[11].
- 5 x PC-7 MkII (s/n 685 à 689 / immatriculation OD-1 à OD-5) commandés en 2011, le dernier appareil a été livré en novembre 2012. Ils sont entrés en service officiellement le 8 février 2013[24]. Le contrat de 40 millions de francs suisses incluait également un système de formation au sol incluant un simulateur de vol sur ordinateur, des pièces de rechange, du matériel de soutien, ainsi que de la formation et la conversion de pilote et de technicien. Les appareils sont en service au sein du Z7 Training Squadron à la base aérienne de Maparangwane (en) pour la formation des pilotes avant leur passage sur Canadair CF-5.

#### Brunei
Force aérienne royale de Brunei : 4 x PC-7 MkII (s/n 601 à 604 / immatriculation PA à PD) commandés en 1996, livrés en 1997. Ils sont en service au sein de la Training Wing (No 7 Squadron) située sur la base aérienne Rimba à l'aéroport international de Brunei et qui comprend la Flying Training School (FTS), l'Air Technical Training School (ATTS) et le Standard and Evaluation Squadron (STANEVAL).

#### 

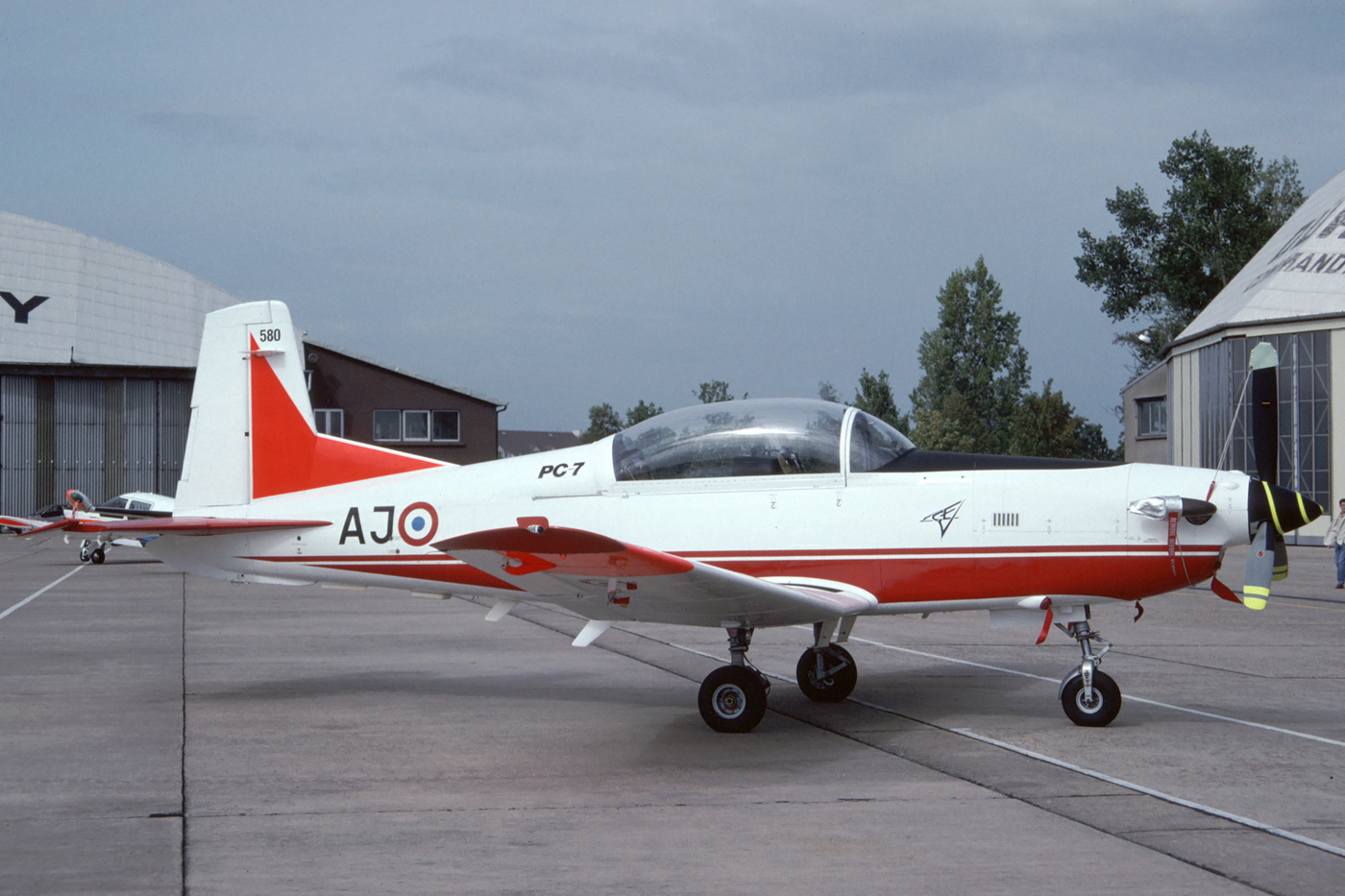
Le PC-7 F-ZJAJ de l'EPNER à Brétigny-sur-Orge en 1992.

#### Chili

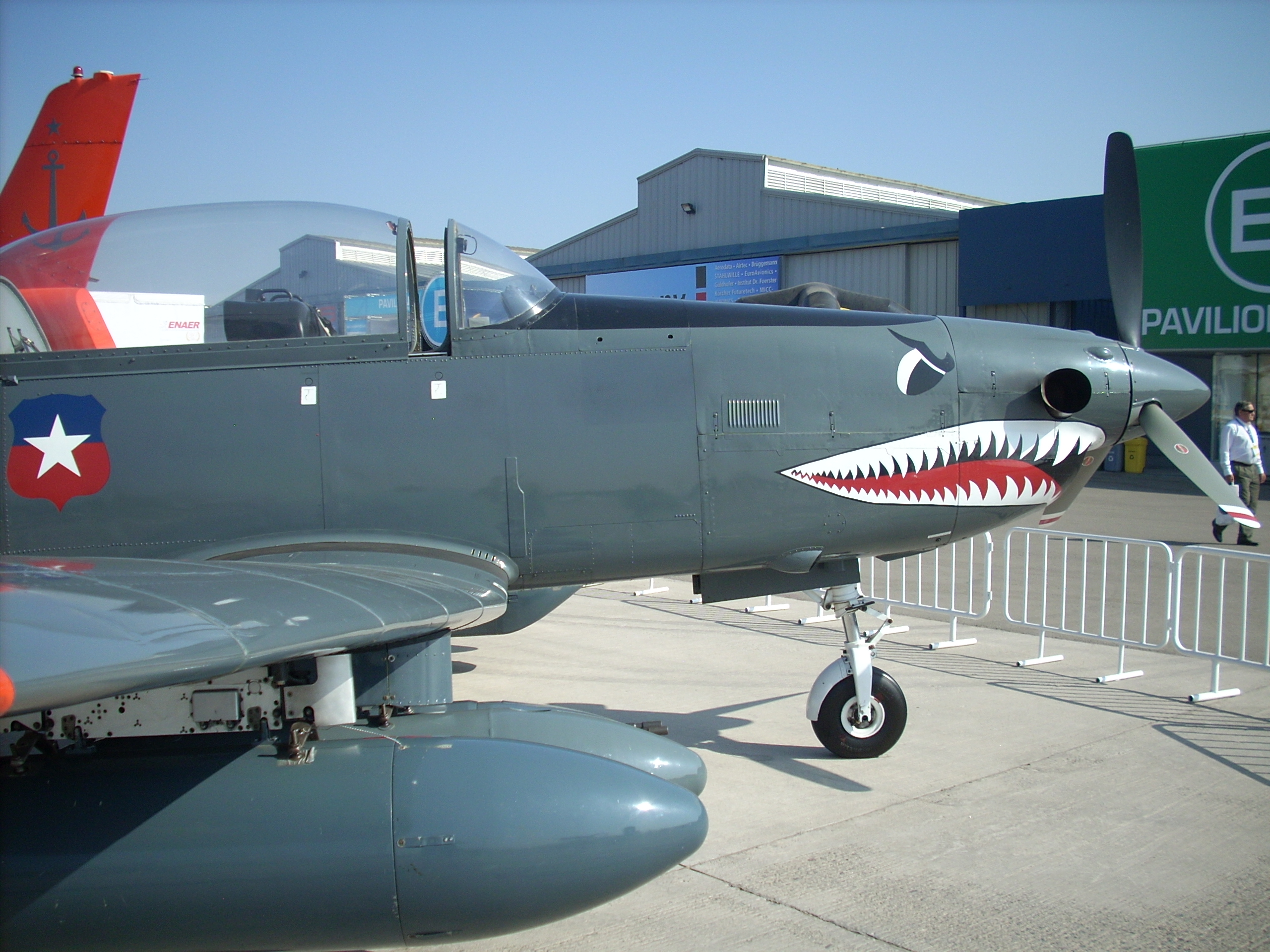
PC-7 de la marine chilienne à la FIDAE 2014.

Marine chilienne, Aviación Naval : 10 x PC-7 (s/n 230 à 239 / immatriculation 210 à 219) commandés en 1979 et livrés en mai (quatre appareils) et juin 1980. Ils sont affectés alors aux escadrons VT-1 et VA-1 de l'Escuela de Aviación Naval (Fuerza Aeronaval No 1) sur la base aéronavale de Viña del Mar (es). Le rôle premier de ces appareils est la formation avancée, mais ils peuvent également servir pour la surveillance côtière et des missions d'appui-feu rapproché. L'appareil 210 est perdu en mer au large de Pichidangui le 13 juillet 1999, l'équipage est sain et sauf. Le PC-7 214 est exposé sur pylône au Muséo de la Aviacion Naval de Chile à Viña del Mar, le 218 est le gate guardian de la base aéronavale de Viña del Mar. Les sept autres appareils sont en service au sein de l’Escuadrón de Instrucción VT-1 ou stockés. En janvier 2019, il est décidé d'équiper les PC-7 d'une suite avionique numérique et d'une planche de bord tout écran. Un appel d'offres est également lancé pour un simulateur PC-7. Courant 2019, un contrat est signé avec la société brésilienne Avionics Services pour l'installation d'une avionique numérique. En avril 2020, le premier PC-7 a été livré. À cette date, le programme devait se terminer début 2021. 

#### Émirats arabes unis
Force aérienne des Émirats arabes unis : 31 x PC-7 (immatriculation 901 à 931). Quatorze (s/n 286 à 299) livrés en 1982, dix (s/n 488 à 497) commandés en 1984 et livrés en 1985-1986 puis sept autres (s/n 600 à 606). En 2019, 30 appareils sont en service au sein du 2d squadron (Basic Flying sq) de la Flying Training School/Khalifa bin Zayed Air College (en) sis à la base aérienne Al Dhafra.

#### France
- Armée de l'air et de l'espace / Force maritime de l'aéronautique navale : 22 x PC-7MKX commandés par la DGA en décembre 2024 et officialisé le 5 mars 2025 pour la formation initiale et la formation tronc commun. Dans le cadre du programme « Mentor 2 », le contrat attribué à Babcock International France Aviation comprend 22 avions Pilatus PC-7 MKX et 12 simulateurs. La livraison est prévue pour 2027[30],[31]. Ils seront basés à Salon-de-Provence[32],[33].
- Direction générale de l'Armement : 5 x PC-7[34] (s/n 576 à 580 / immatriculation F-ZJAF à F-ZJAJ). Livrés à la Délégation Générale pour l'Armement au mois de mai 1991 au centre d'essais en vol. Deux sont utilisés par la DGA Essais en vol (DGA EV) (acquisition et enregistrement de données) et deux par l'École du personnel navigant d'essais et de réception (EPNER)[35]. En 2015, quatre sont positionnés à la base aérienne 120 Cazaux[36] et un est entreposé (s/n 577). En 2018, deux appareils sont à Istres (EPNER) et un à Cazaux (DGA EV)[37]. En 2015, la DGA lance un appel d'offres pour le maintien en condition opérationnelle de quatre PC-7[36]. En 2018, un nouvel appel d'offres est lancé pour trois appareils[37]. Il a été attribué en août 2019 à Pilatus Aircraft[38].

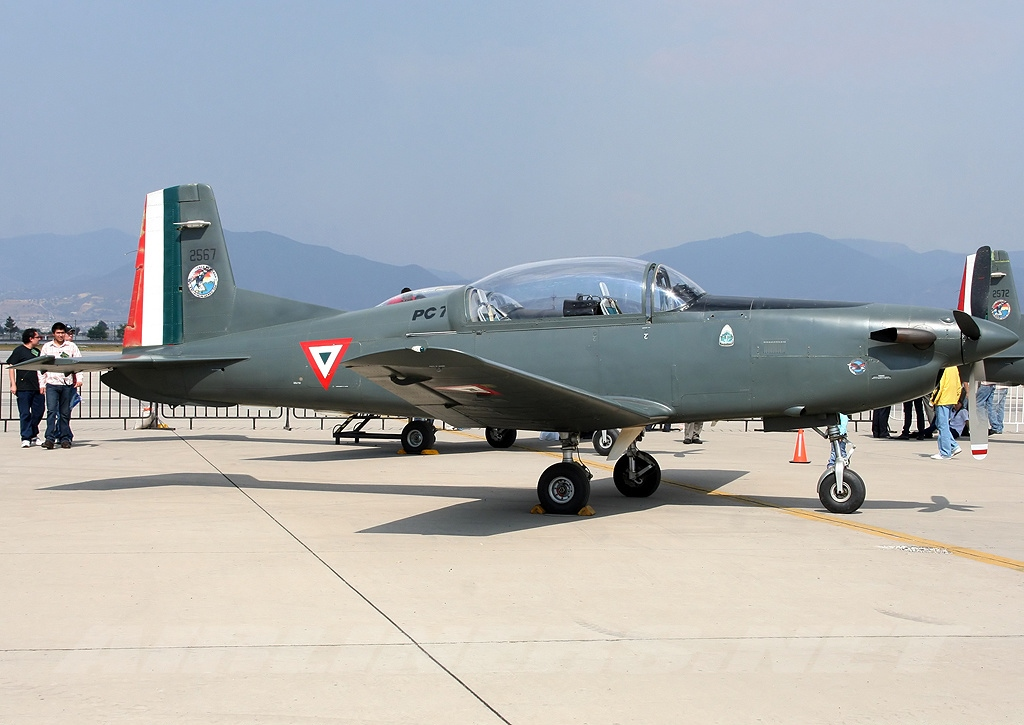
PC-7 de la Fuerza Aérea Mexicana

#### Guatemala
Force aérienne guatémaltèque : 12 x PC-7 (s/n 130 à 135 et 224 à 229 / immatriculation 218 (devenu 212), 267, 215, 220, 229, 274 et 284, 278, 240 (devenu 211), 248 (devenu 219) et 253 (devenu 269), livrés en 1979 - 1980, quatre détruits. Sept appareils semblaient en service en 2003. Quelques appareils, dont certains sans moteur, sont stockés à La Aurora. En 2021 seul le PC-7 212 semble être en service.

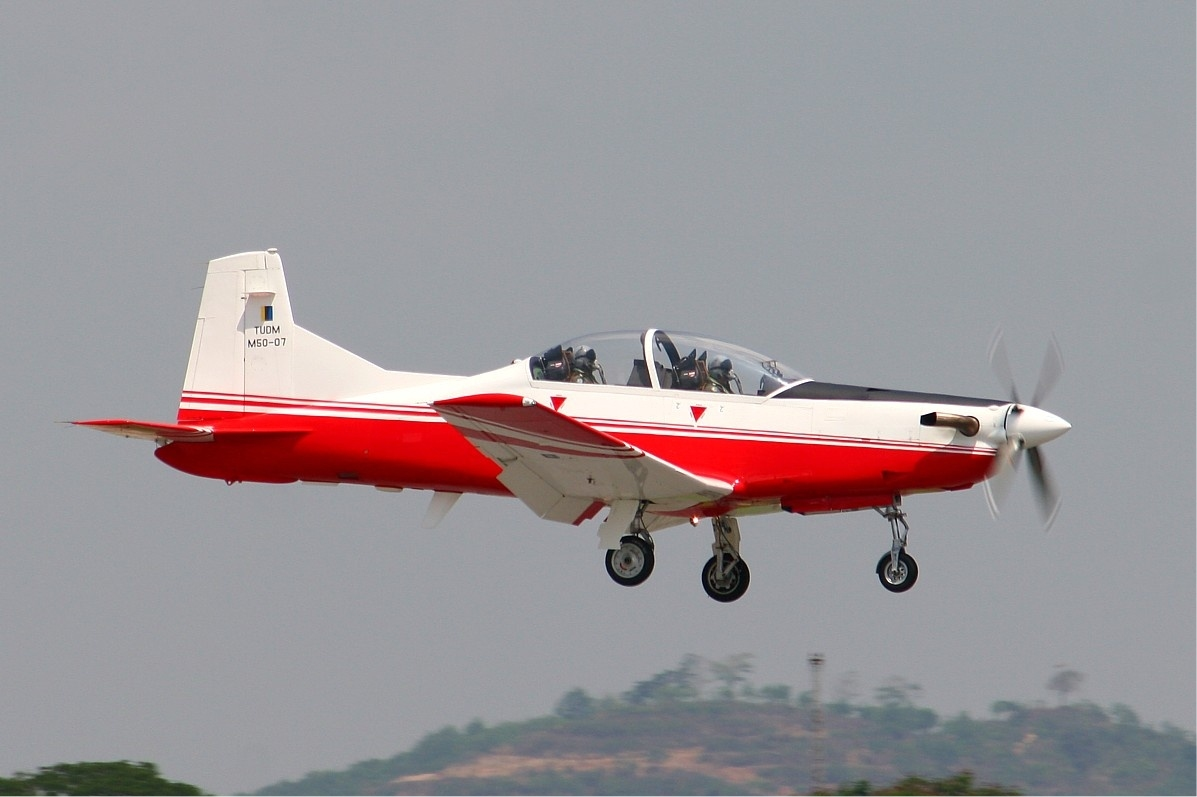
PC-7 MkII de la Royal Malaysian Air Force à la base de Alor Setar en 2005.

#### Inde
Force aérienne indienne : 75 x PC-7 MkII (s/n 690 à 764 / immatriculation P101 à P-175). La commande est passée en 2012, les livraisons ont débuté en 2013. Le 10 novembre 2015 Pilatus annonce la livraison du 75e appareil à la base de Dindigul. En mars 2015, l'Inde active l'option de commande additionnelle de 38 PC-7 MkII, puis finalement l'annule pour privilégié le HAL HTT-40 (en) local en cours de développement. De 2013 à décembre 2016, Pilatus a assuré la maintenance et le soutien logistique complet de la flotte. Les appareils sont en service au sein de l'Air Force Academy, Dundigul (en).

#### Iran
Force aérienne de la république islamique d'Iran : 35 x PC-7 livrés en 1984 (s/n 257 à 260, 396 à 399 et 418 à 444 / immatriculation 8-9901 à 8-9935). Le solde de la commande qui totalisait 80 appareils a été annulé.

#### Malaisie
Force aérienne royale de Malaisie  :
- 44 x PC-7 (s/n 350 à 393 / immatriculation M33-01 à M33-44) commandés en 1981 et livrés en 1982-1984[25]. 39 appareils sont en service en 1994. Au moins 12 appareils ont été détruits, tous sont retirés du service, dont une majorité probablement stockée à Alor Setar (mars 2017)[11].
- 24 x PC-7 MkII (immatriculation M50-01 à M50-24). Neuf (s/n 608 à 616) commandés en 2000[N 1]et livrés en 2001, dix (s/n 675 à 784) commandés en 2006 et livrés en 2007, et cinq (s/n 765 à 769) livrés en 2016[25]. Deux ont été détruits, un endommagé. 21 appareils sont en service en 2018[11].

#### Mexique
Force aérienne mexicaine : 88 x PC-7 (immatriculation EBP-501 à EBP-588). Trente-huit commandés en 1978 et livrés en 1979-1981 (s/n 122 à 129 et 194 à 223), dix-sept commandés en 1981 et livrés en 1982-1983 (s/n 269 à 285), 33 commandés en 1985 et livrés en 1986-1992 (s/n 499 à 522 et 583 à 600). Neuf appareils ont été détruits, trois endommagés. Soixante-quinze appareils étaient en service en 2003, 29 en 2019. Durant la Révolte au Chiapas, ils ont servi à l'appui feu contre l'EZLN du 2 au 8 janvier 1994 avec des roquettes LAU-32 et des pods mitrailleuses (pods MAG 7,62), conjointement avec les hélicoptères Bell 212. Trois Pilatus ont été touchés par les tirs des rebelles et sont retournés à leur base sans grande difficulté[réf. souhaitée]. En conséquence, la Suisse, au même titre que d'autres pays, posa un embargo sur les équipements militaires à destination du Mexique. Les pièces détachées pour la flotte de PC-7 ne furent plus livrées et la commande de 48 PC-9 passée en 1993 fut annulée.

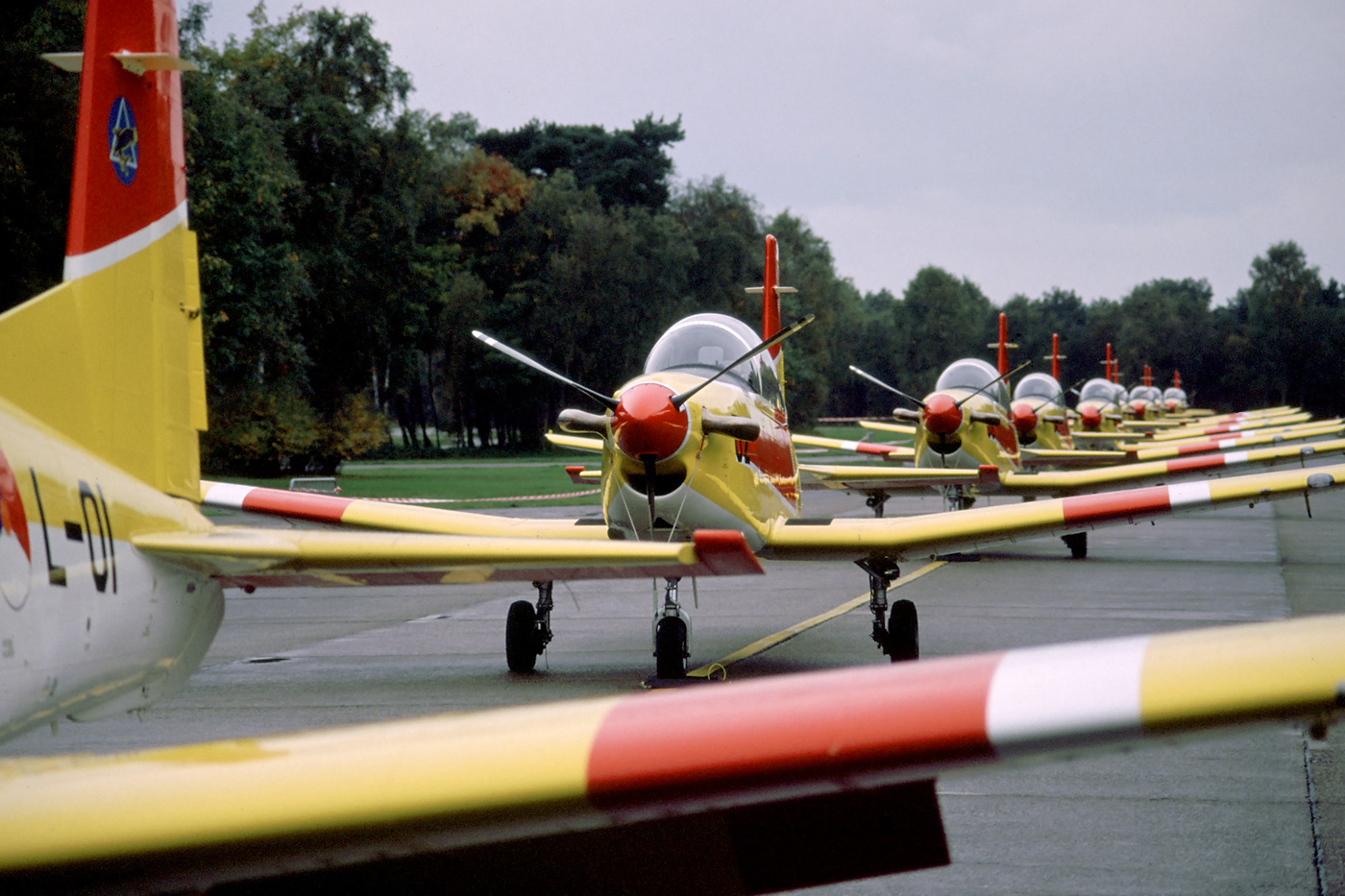
Les dix PC-7 néerlandais alignés pour une séance photo le 14 octobre 1989.

#### Pays-Bas
Force aérienne royale néerlandaise :
- 13 x PC-7 (immatriculation L-01 à L-13). Dix commandés en 1988 et livrés en 1989 (s/n 538 à 547) et trois autres livrés en 1997 (s/n 610 à 612)[25]. Ils sont exploités par le 131 EMVO (en néerlandais : Elementair Militaire Vlieg Opleiding) pour la formation des pilotes de la Royal Netherland Air Force. Un contrat pour la mise à niveau des PC-7 est signé entre le ministère néerlandais de la Défense et Pilatus Aircraft. La mise à niveau (MLU) comprend notamment l'installation d'une planche de bord tout écran. Le premier exemplaire modernisé a volé à Stans en février 2017. Treize appareils sont en service en 2020, à cette date, leur durée de vie devrait durer jusqu'en 2027 au moins[44].
- 8 x PC-7MKX : Annoncé le 15 octobre 2024 par le ministère de la défense néerlandais[45], huit PC-7MKX et les systèmes de formation au sol associés, dont quatre simulateurs, sont commandés en février 2025 pour remplacer la flotte actuelle des treize PC-7. La livraison est prévue pour le premier semestre 2027. Ils seront également basés à Woensdrecht (en)[46],[47].

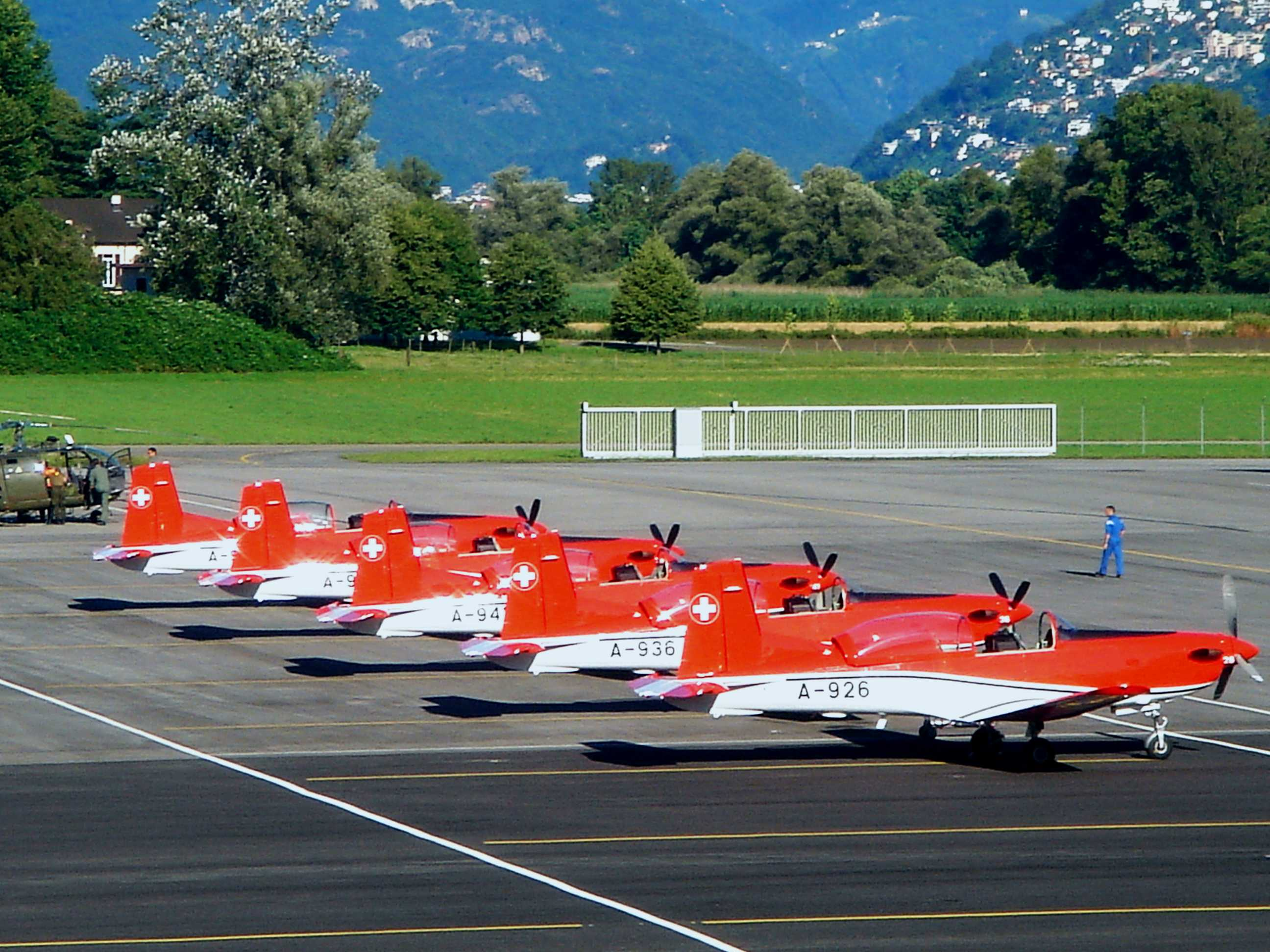
PC-7 Turbo-Trainer des Forces aériennes suisses stationnés sur la base aérienne de Locarno en 2007.

#### Suisse
Forces aériennes suisses :
- 40 x PC-7 (s/n 509, 136, 137 et 312 à 349 / immatriculation A-901 à A-941). En 1981, les Troupes d’aviation et de défense contre avions commandèrent 40 exemplaires de la version PC-7/CH pour remplacer les P-2 et P-3. L'appareil est introduit en 1982 et les livraisons s'achèvent en 1983[1]. Trois ont été perdus (A-905, A-920 et A-921), vingt-huit ont été modernisés et neuf, qui n'ont pas été modernisés pour diverses raisons, ont été progressivement retirés du service[1],[N 2]. Parmi ces derniers, deux sont exposés au Flieger Flab Museum à Dübendorf (A-901 / s/n 509 et A-902 / s/n 136), et un au Musée de l'aviation militaire de Payerne (A-908 / s/n 316). Un appareil (A-903 /s/n 137), qui avait le train de proue plié[N 3], a été vendu à Pilatus (s/n 137 / HB-HMU), tout comme le A-910 (s/n 318) et le A-911 (s/n 319 / HB-HMV). Le A-904 a été vendu aux Etats-Unis (s/n 317 / N904A). Le A-906 est parti au printemps 2010 pour l'AMPA à Lausanne où il est exploité par l’Association PC-7 Turbo sous l’immatriculation HB-HPR[48]. Quant à l'A-907 (s/n 315), il a été remis au musée de l'aviation de Altenrhein («the flying museum»), et vole maintenant sous l’immatriculation civile T7-FMA de Saint-Marin, tout comme deux autres appareils acquis par la suite (A-909 / s/n 317 / T7-FUN et A-910 / s/n 318 / T7-PCS).
- 28 x PC-7 modernisés (NCPC-7 : s/n 320 à 327 et 330 à 349 / A-912 à A-919 et A-922 à A-941). 28 PC-7 produits en 1982 et 1983 ont été transformés. Les premiers appareils furent mis en service en 2007. Un appareil a été perdu (A-937) en 2017, 27 PC-7 sont en service en septembre 2017[1].

#### Tchad
Force aérienne tchadienne : 3 x PC-7, deux stockés. Les appareils immatriculés TT-QAA (s/n 410, actuellement TT-QAJ) et TT-QAB (s/n 411), construits en 1985, ont été achetés la même année à la société française Sasmat (Dinard) (F-GDME et F-GDMF). Avant sa vente au Tchad, l'appareil TT-QAA a été immatriculé un temps F-ZWVI chez GIAT Industries pour des essais d'armement. En 2001, il fut révisé chez Reims Aviation et reçut une immatriculation provisoire (F-WQFB). Le TT-QAB est accidenté en 2003 et remplacé par le TT-AAX (s/n 558, actuellement TT-QAJ), acheté en juillet 2008 à la société américaine Harris Air Inc (N976DM) qui le détenait depuis 2005. Cet avion, construit en 1988, a d'abord appartenu à la Bophuthatswana Air Force (T400) entre 1990 et 1994, il est retourné en 1997 à Pilatus (HB-HLE) par la force aérienne sud-africaine. À partir de 1997, immatriculé F-GMEE, il vole pour la patrouille ECCO jusqu'en 1999, puis la patrouille Apache Aviation jusqu'en 2002. Il est acquis par Harris Air Inc en février 2005. Selon la base de données de scramble.nl, les deux PC-7 (TT-QAB / s/n 410 et TT-QAJ / s/n 558) sont hors-services et stockés à N'Djamena, tout comme le PC-9.

#### Uruguay

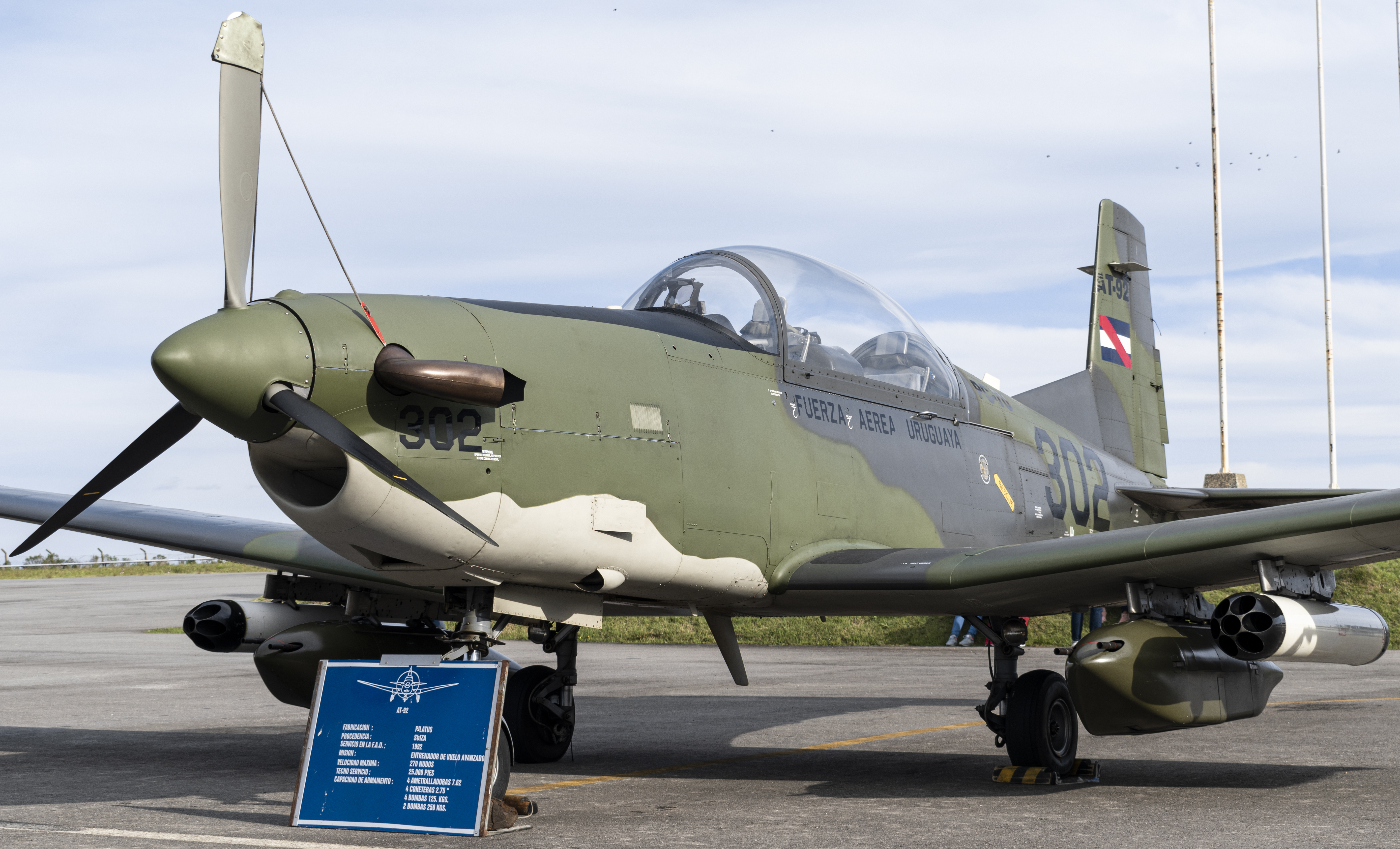
PC-7 uruguayen exposé à la base aérienne no 2 à Durazno en 2019.

Force aérienne uruguayenne : 6 x PC-7U, dénommé localement AT-92 (Attack and Traning 1992), commandés en 1992 et livrés fin 1992 début 1993 (s/n 594 (ex HB-HCK) à 599 / immatriculation 301 à 306 et 307 (ancien 304 accidenté et réparé chez Pilatus). Ces appareils remplacent les T-28 Fennec utilisés pour l'entraînement avancé. Ils sont en service au sein de l'Escuadrón de Vuelo Avanzado No 4 (EVA) installé sur la Base Aérea Tte. 2° Mario W. Parallada (es) à Santa Bernardina. Le PC-7U 304 est accidenté le 8 avril 1994, il est remis en état chez Pilatus et reçoit le code 307 à son retour à la FAU. L'appareil 303 s'écrase le 21 février 2008 près de la base de Santa Bernardina. En mai 2017 ont lieu des négociations en vue de l'achat de deux PC-7 de seconde mains. Cinq Pilatus PC-7U (AT-92) sont en service en 2021.

#### Anciens utilisateurs militaires
Bophuthatswana
Force aérienne du Bophuthatswana : 3 x PC-7 (s/n 558 à 560 / immatriculation T-400, T-410 et T-420) reçu en 1990. Basés à Mmabatho AFB, ils servaient à l'entraînement et à la surveillance des frontières. La patrouille acrobatique de la Bop Air Force « Leopard Aerobatic Team » était formée avec ces avions équipés alors de pods fumigènes. Lors de la réintégration de l’État au sein de l'Afrique du Sud en 1994, les appareils sont transférés à la SAAF, puis sont restitués au constructeur en 1997 en échange d'un PC-12 et introduits dans le marché civil,.
 Irak
Force aérienne irakienne : 52 x PC-7 (s/n 146 à 193 et 240 à 243 / immatriculation 5000 à 5051) commandés en 1979 et livrés entre 1980 et 1983. Plus de trente appareils sont en service en 1994, vingt sont en service en 2001. La flotte a été détruite lors de l'invasion de l'Irak en 2003 par la coalition menée par les États-Unis.

#### Patrouilles acrobatiques militaires

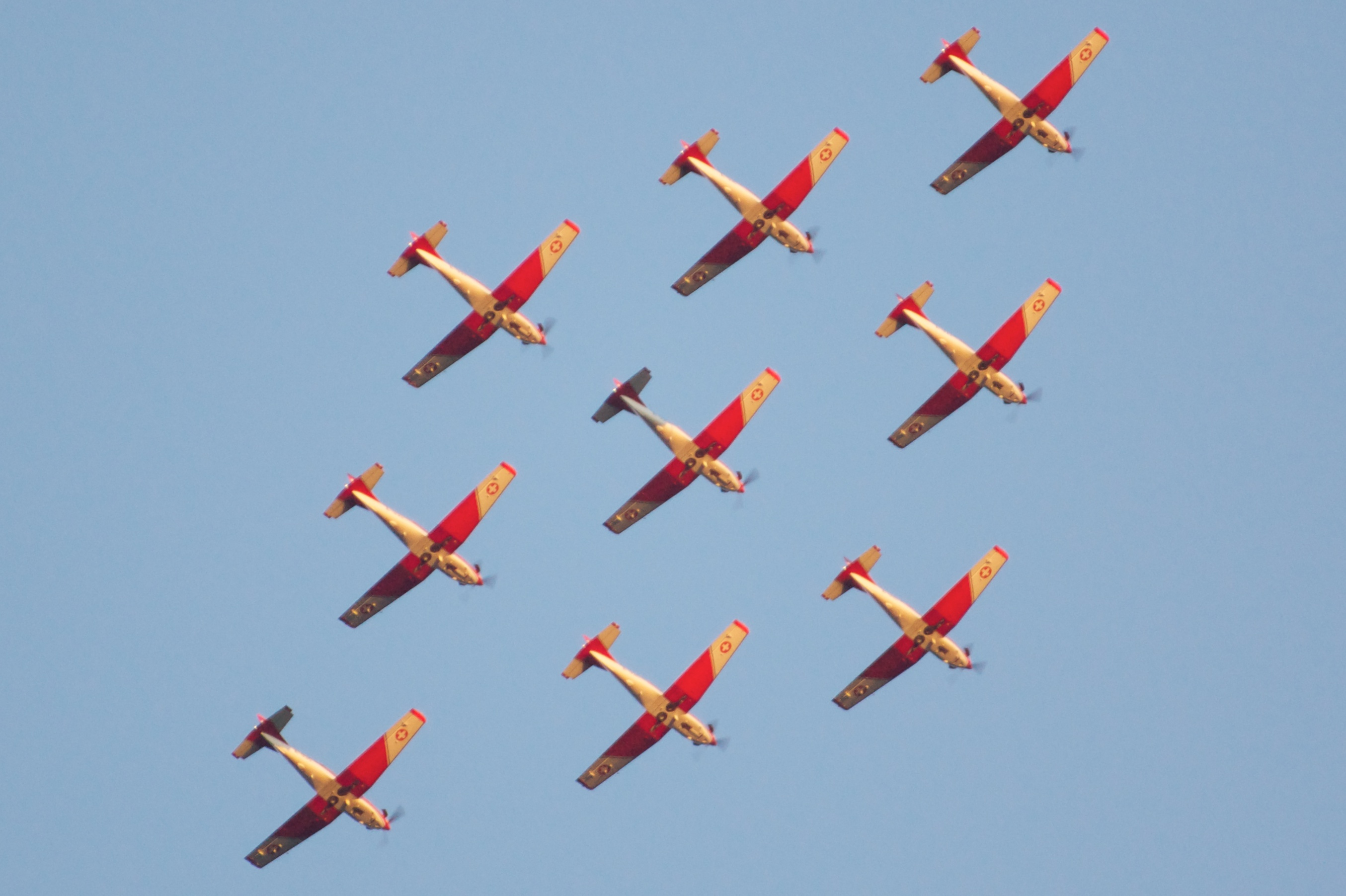
Le PC-7 Team en formation diamant à Morat en 2011.

- PC-7 Team des Forces aériennes suisses : neuf PC-7, créée en 1989, seconde patrouille acrobatique après la Patrouille suisse[56].
- Silver Falcons (en) de la Force aérienne sud-africaine : quatre PC-7 dès 1998, puis cinq dès 2008[57].
- PC-7 Solo Display de la Force aérienne autrichienne : un PC-7
- Equipo Acrobático EMA (es) de la Force aérienne mexicaine : six PC-7, créée en 2010. La première formation acrobatique de PC-7 avait été créée en 1985[58]
- Alap-Alap Formation (en) de la Force aérienne royale de Brunei : trois PC-7 MkII, créée en 2011[59]
- PC-7 Solo Display Team de la Force aérienne royale néerlandaise : un PC-7 de 1995 à 2019, selon les disponibilités opérationnelles.
- Taming Sari du Flying Training Center 1 de la Force aérienne royale malaisienne : cinq puis trois PC-7 de 1983 à 1995[60]
- Leopard Aerobatic Team de la Force aérienne du Bophuthatswana : trois PC-7 équipés de pods fumigènes, de 1992 à 1994.

### Civiles

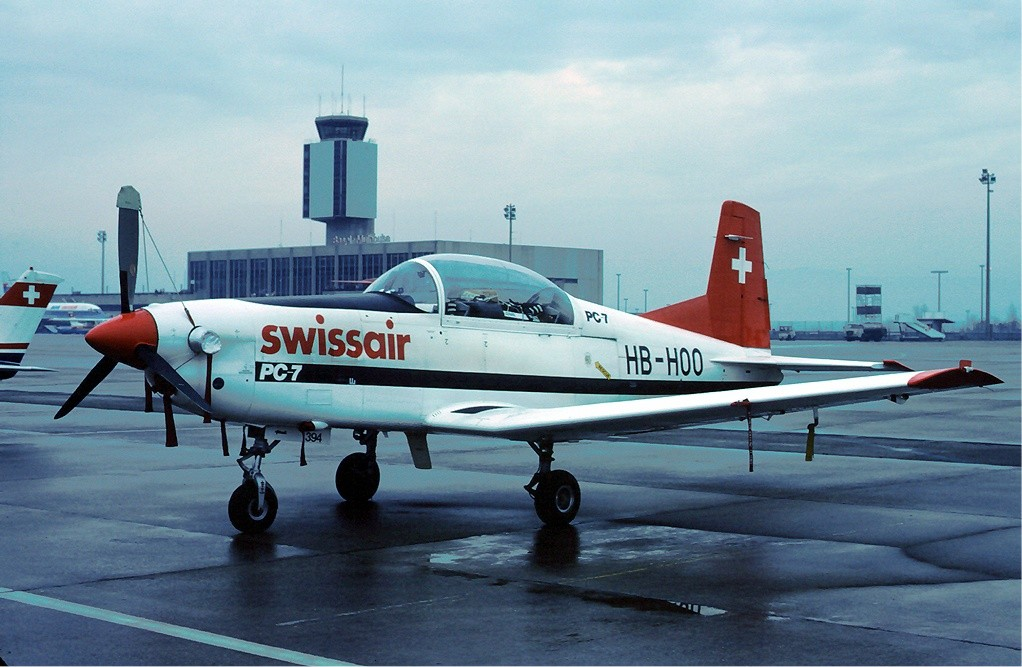
Le PC-7 (HB-HOO) de l'ESAT aux couleurs de Swissair à l'aéroport de Bâle-Mulhouse en 1983.

#### Suisse
En Suisse, quatre PC-7 sont immatriculés en juin 2021, dont un PC-7 MkII de Pilatus Aircraft (HB-HHH / s/n 1000 / 2019) : 
- FMPA Fondation pour le Maintien, du Patrimoine Aéronautique basée à Lausanne-Blécherette : HB-HPR (s/n 314 / 1982) depuis mars 2016, ancien appareil des Forces aériennes suisses (A-906) dans sa livrée orange, exploité par la PC7 Turbo Association.
- Privé : HB-HMU (s/n 137 / 1979) depuis juillet 2015. Cet ancien appareil des Forces aériennes suisses (A-903 de 1979 à 2007) a servi de plateforme d'essais[N 5] pour le NCPC-7 dont il porte la livrée rouge et blanche.
- TC Aviation AG basé à Stans : HB-HTC (s/n 520 / 1987) depuis octobre 2013

En outre le Musée de l'aviation de Altenrhein exploite deux anciens PC-7 des Forces aériennes suisses. Immatriculés à Saint-Marin (T7-FMA ex A-907 / s/n 315 / 1982 / Fliegermuseum Altenrhein et T7-FUN ex A-909 / s/n 317 / 1982 / Fun Flying Club), ils volent notamment lors de meeting aériens. Un autre (T7-PCS ex A-910 / s/n 318 / 1982), exploité par un propriétaire privé, a également été exploité par le Fliegermuseum Altenrhein. Le seul PC-7 MkII civil est immatriculé T7-HMR (s/n 010) est basé au Tessin.
Le prototype de série du PC-7 (s/n 101), immatriculé HB-HAO du 16 août 1978 au 31 janvier 2019, est inscrit au registre des États-Unis (N996GL) et est stationné en Allemagne. L'appareil, ayant accumulé 4 836 heures de vol et effectué 11 994 atterrissages, était en juin 2021 proposé à la vente.
L'École suisse d'aviation de transport (ESAT), principal vivier de pilote pour la compagnie Swissair, a été propriétaire de deux PC-7 aux couleurs de Swissair. Le premier (HB-HOO / s/n 394 / 1982) à partir d'août 1982, le second (HB-HOQ / s/n 549 / 1988) de juillet 1986 à octobre 1996. Ils étaient parfois utilisés par la compagnie en location. À noter que le premier appareil de cette école a été le Pilatus P-3, l'ancêtre du PC-7.

#### Australie
Un PC-7 est immatriculé en Australie depuis juillet 2022. L'appareil (s/n 551 / VH-IMS), fabriqué en 1987, est un ancien de l'Escadre aérienne des forces de défense botswanaises (OD-1).

#### États-Unis

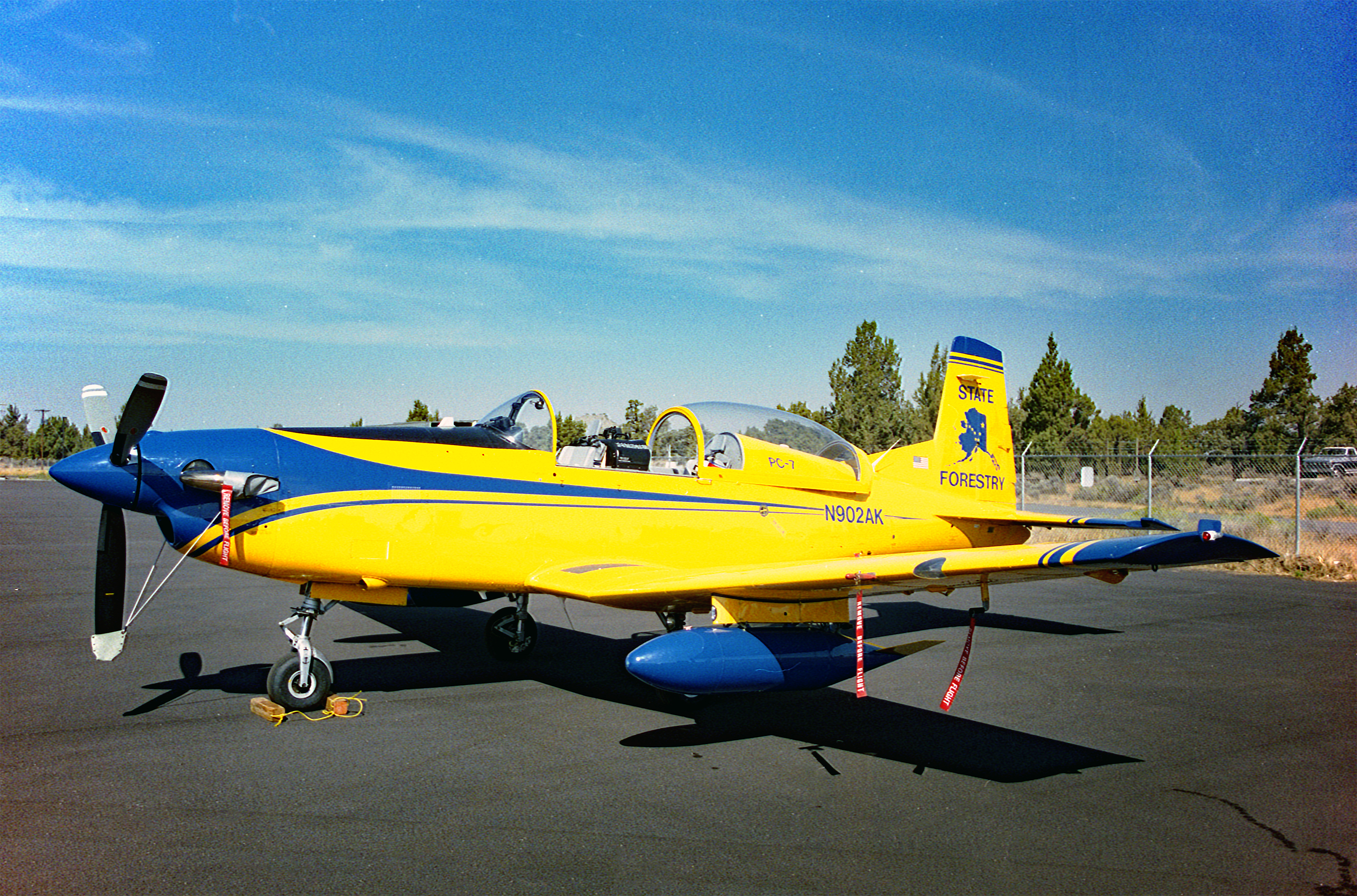
Un des deux PC-7 (N902AK) de la division de foresterie d'Alaska (2003).

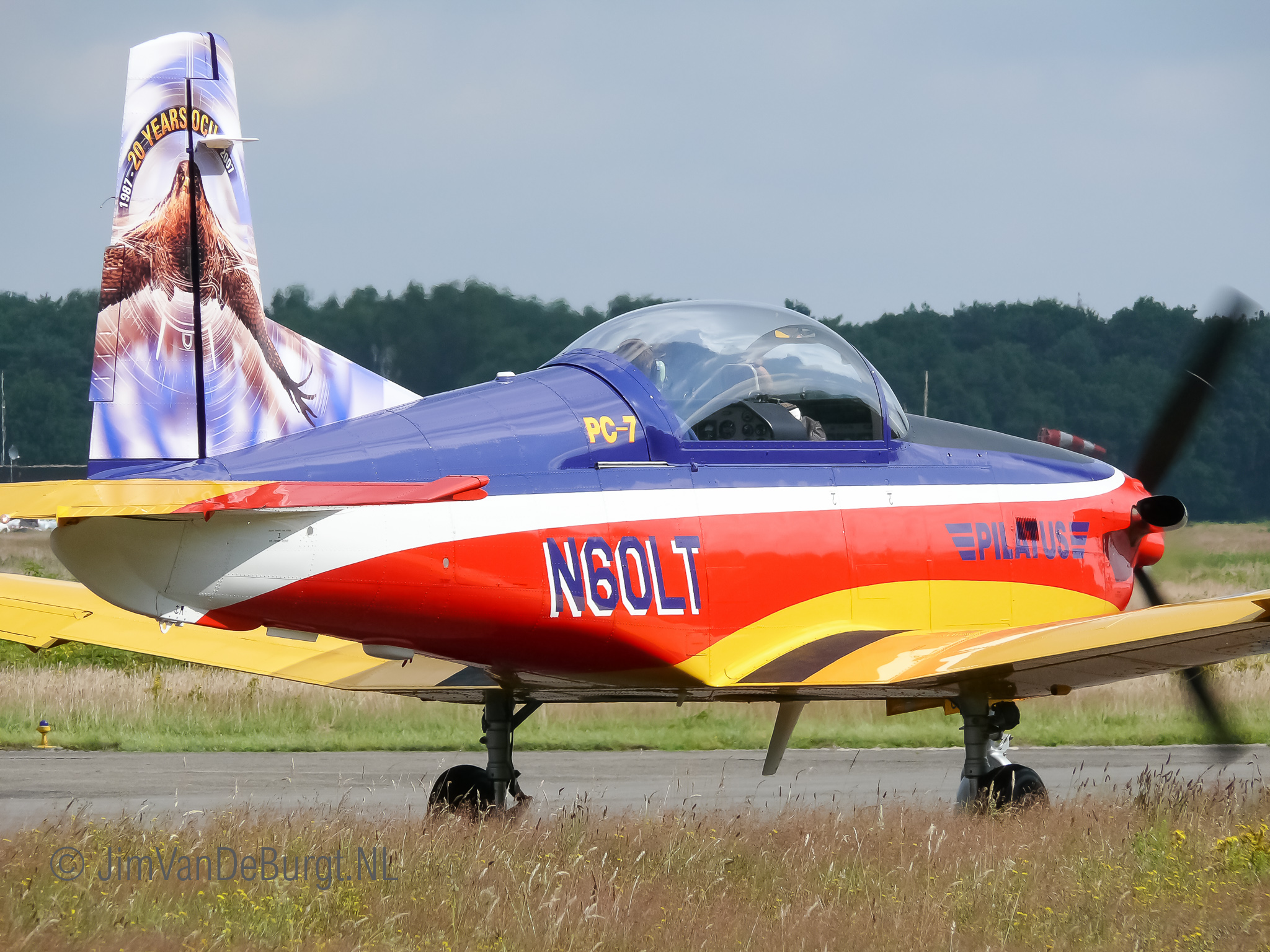
Un PC-7 (N60LT / s/n 615) civil immatriculé aux États-Unis à la base aérienne de Kleine-Brogel en 2007. Auparavant il était immatriculé aux Pays-Bas PH-JWF.

En juin 2021, vingt-et-un Pilatus PC-7 sont immatriculés au registre des aéronefs civils des États-Unis (plus de 25 en 2017).
La division de foresterie (en) d'Alaska a utilisé deux Pilatus PC-7 (N901AK / s/n 616 / 2000 et N902AK / s/n 560 / 1988 / ex N560WA, HB-HLF5, T420) pour la coordination des moyens aériens de lutte contre les feux de forêts et leur détection.

#### France

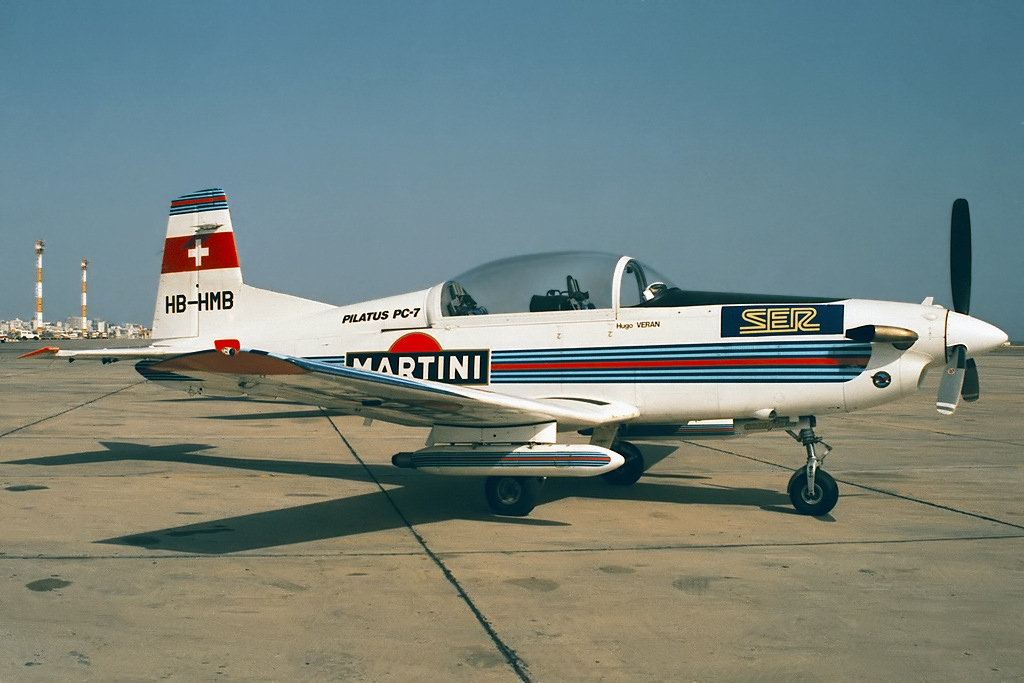
Le PC-7 HB-HMB de la patrouille Martini à Faro entre 1987 et 1990.

En France, un PC-7 (F-HGPM / s/n 319 / 1982), ancien appareil des Forces aériennes suisses (A-911), est immatriculé depuis novembre 2010. Propriété de Nina SAS et basé à Toussus-le-Noble, il vole dans une livrée bleu et rouge et arbore une pin-up à sa dérive. Un autre (s/n 137 / F-GYSF / ex HB-HMU), plateforme d'essais pour le NCPC-7, ex A-903 (1979-2007) y a été immatriculé jusqu'en juin 2015.
Trois patrouilles acrobatiques de la société Apache Aviation volèrent sur Pilatus PC-7. La patrouille Martini - Europe 1 vole sur PC-7 de mars 1987 à 1990. Les trois machines, équipées de pods fumigènes, appartiennent alors à Pilatus et sont immatriculées en Suisse (s/n 519 HB-HMA, s/n 520 HB-HMB, s/n 521 HB-HMC). En 1991, la formation devient la patrouille Ecco et un quatrième PC-7 (s/n 480 HB-HMP) est acquis. En 1993 les quatre Pilatus PC-7 deviennent propriété du GIE Ecco et sont immatriculés en France (s/n 480 F-GMED, s/n 519 F-GMEA, s/n 520 F-GMEB, s/n 521 F-GMEC). En 1997, elle prend le nom de patrouille Adecco. Le 4 juin, le PC-7 F-GMEC (s/n 521) s'écrase à Étaules au retour d'un vol d'entraînement, entraînant la mort de son pilote. Un nouvel appareil est acquis (s/n 558 F-GMEE). Adecco arrête son mécénat en 1999. La patrouille continue ses démonstrations à deux Pilatus PC-7 (F-GMED et F-GMEE) jusqu'en 2001 sous son nom de patrouille Apache.
Le Centre d'instruction et de recyclage aéronautique (CIPRA) du Groupe TAT, une école de pilotage de vol aux instruments implantée à Dinard, a possédé deux PC-7 (s/n 410 / F-GDME et s/n 411 / F-GDMF) fabriqués en 1985, acquis la même année. Ces deux appareils ont été par la suite acquis par le Tchad (TT-QAA et TT-QAB), avant cela, le F-GDME a été immatriculé un temps F-ZWVI chez GIAT Industries en 1985 probablement pour des essais d'armement conduits par la Direction générale de l'Armement (DGA). Ce même appareil a été présenté au Salon du Bourget de juin 1987.

## PC-7 exposés

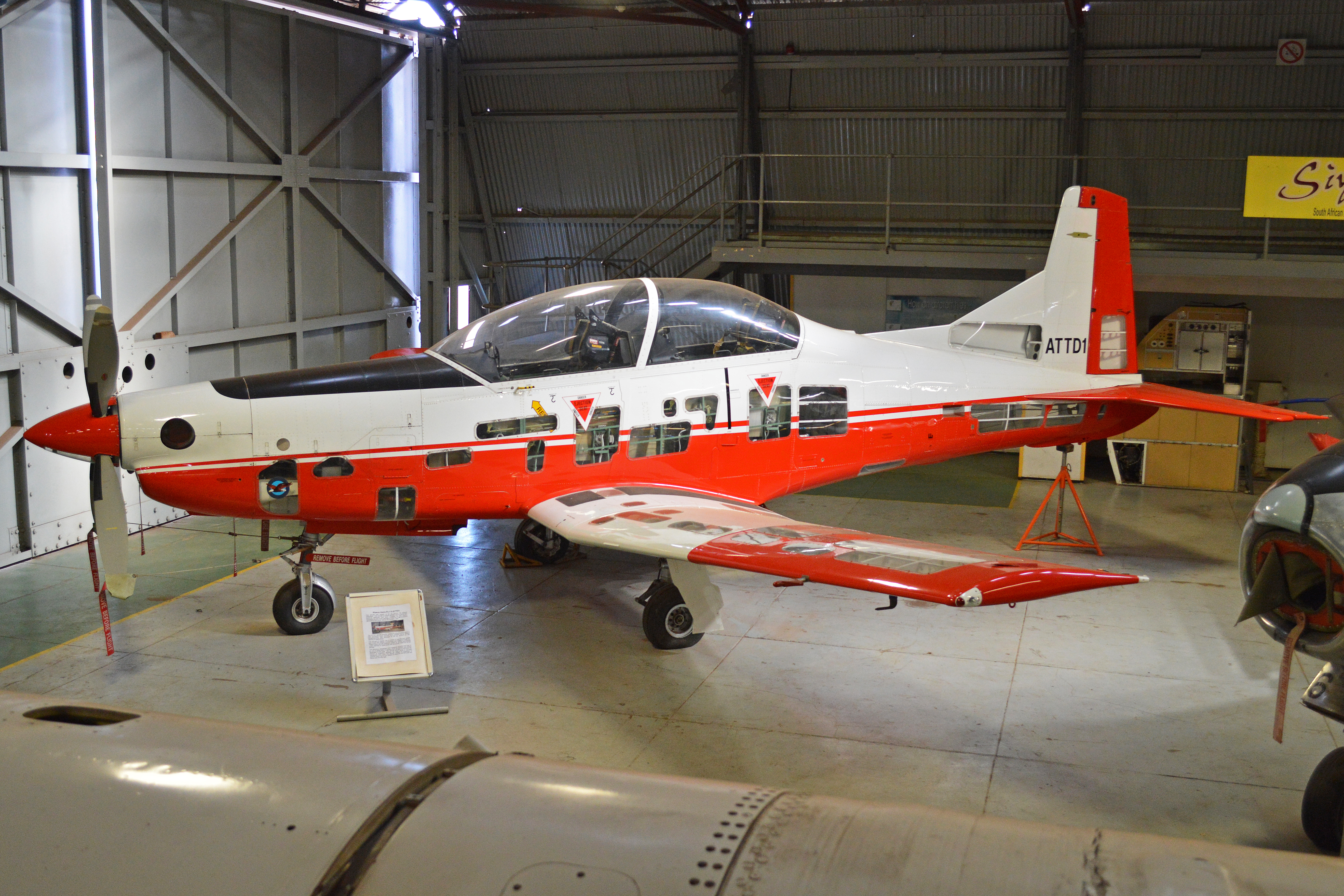
Mockup de PC-7 MKII (ATTD1) au musée de la force aérienne sud-africaine Swartkop en 2014.

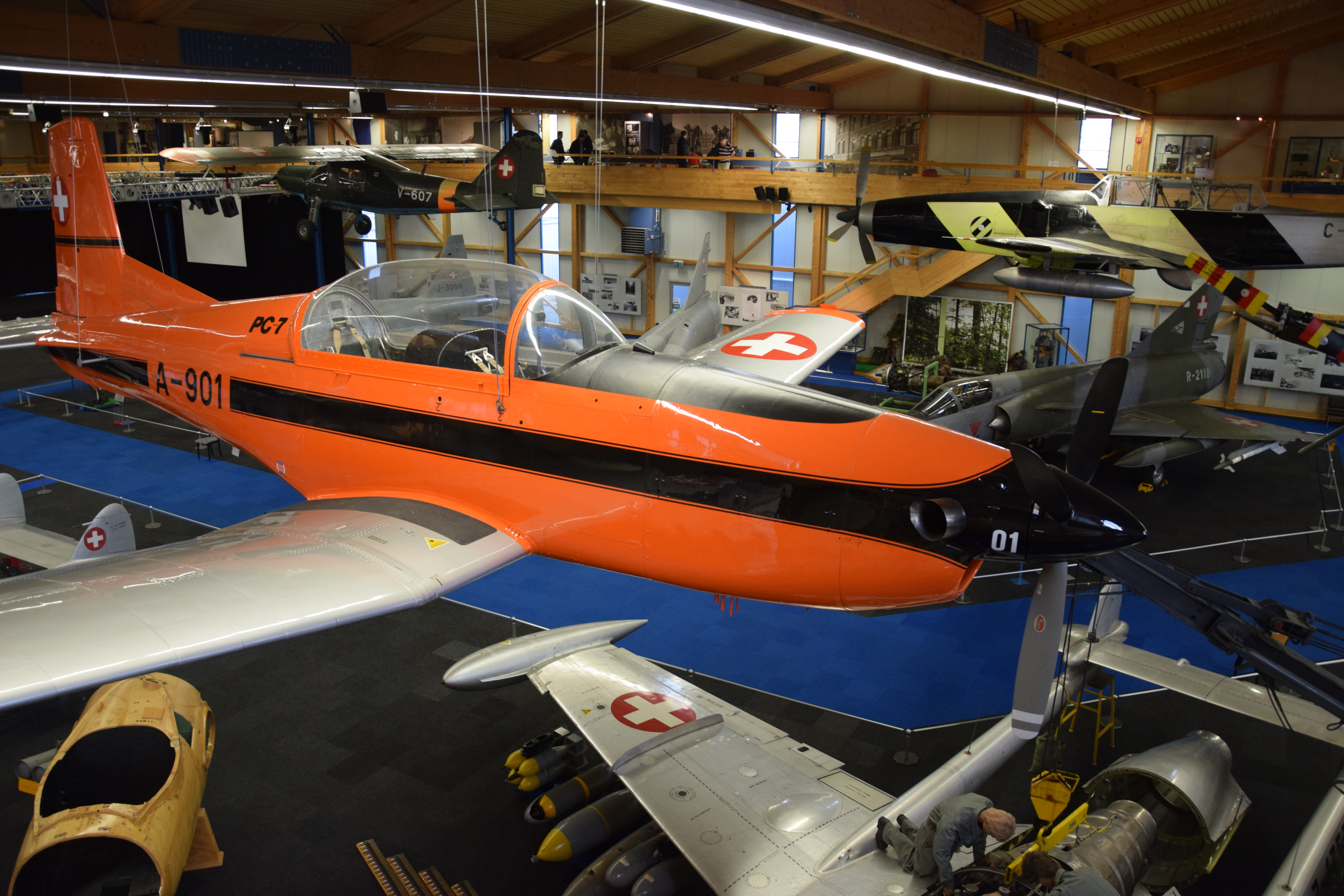
Le PC-7 (A-901) du Flieger Flab Museum à Dübendorf en 2015.

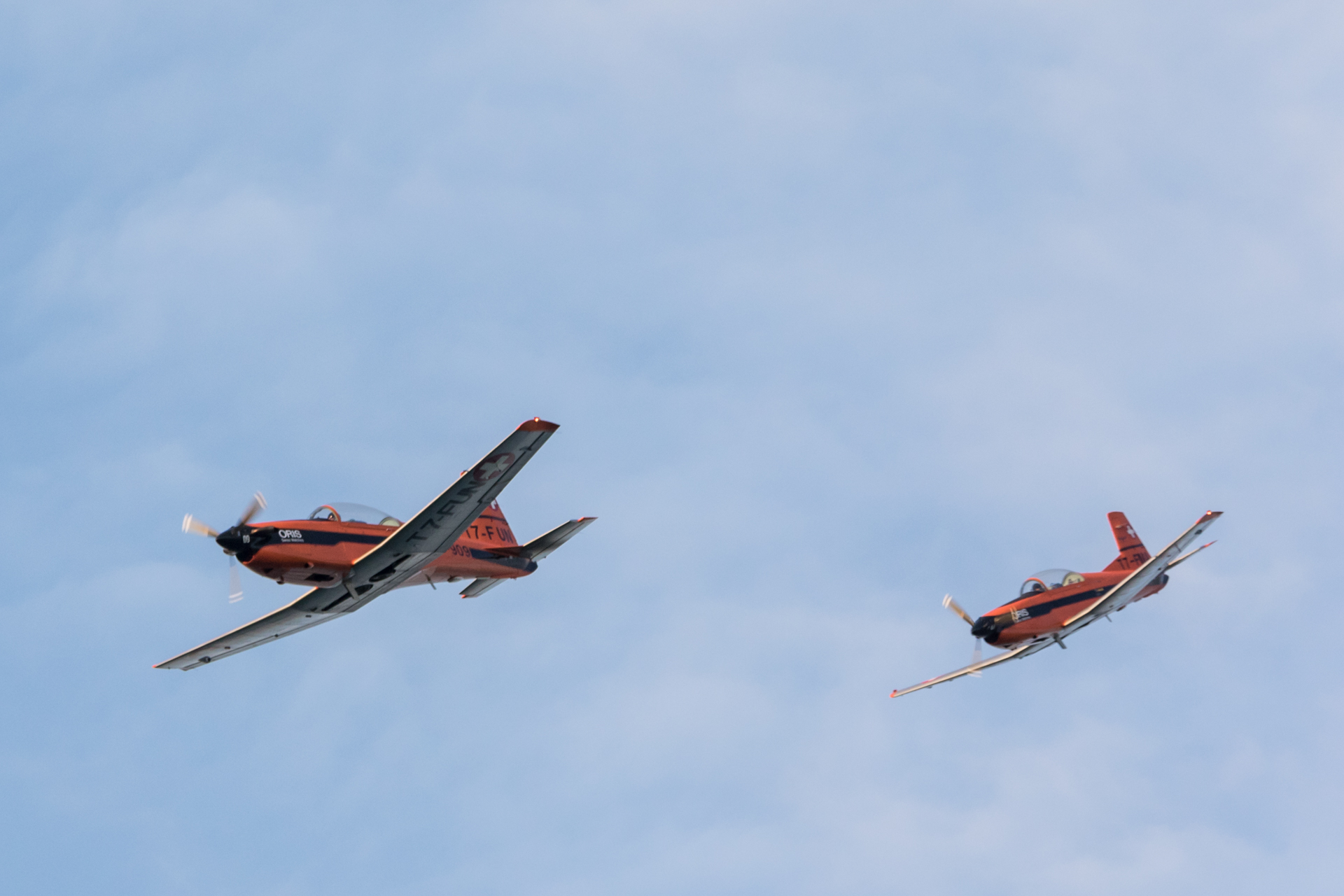
Les deux PC-7 (T7-FMA et T7-FUN) du musée de l'aviation de Altenrhein à Kreuzlingen en 2015.

- Afrique du Sud : South African Air Force Museum Swartkop à Pretoria[72] : en:mockup de PC-7 MkII (ATTD1). L'une des deux maquettes de tailles réelles livrées en 1995 par Pilatus à la 68 Air School pour l'instruction au sol.
- Angola : Military Aviation Museum of Angola à l'aéroport international à Luanda[72] : PC-7
- Birmanie : Defence services museum à Naypyidaw[72] : PC-7 (s/n 107 / 2306)
- Bolivie : Museo Aeroespacial de La Fuerza Aérea Boliviana à El Alto : PC-7 (s/n 112 / FAB-452)
- Chili
  - Museo de la Aviacion Naval de Chile à la base aéronavale la Viña del Mar : PC-7 (s/n 234 /214) exposé sur pylône
  - Base Aeronal Viña del Mar (es) : PC-7 (s/n 238 / 218) en tant que gate guardian
- Guatemala : Comando Aéreo del Sur (commandement aérien sud) à l'aéroport de Retalhuleu (es) : PC-7 (s/n 134 / 229) exposé sur un pylône (stocké auparavant à La Aurora) comme monument en l'honneur des cinq pilotes ayant perdu la vie à bord d'un PC-7.
- Mexique
  - Museo Militar De Aviación à Zumpango de Ocampo[72] : 
    - PC-7 (s/n 129 / 2508)
    - PC-7 (s/n 273 / 2543)
    - PC-7 (s/n 279 / 2549)
    - PC-7 (s/n 500 / 2557)

  - Bioparque de Convivencias Tizayocan à Tizayuca[72] : PC-7 (s/n 281 / 6651)
- Suisse
  - Flieger Flab Museum à Dübendorf[72]
    - PC-7 (s/n 509-58 / A-901). Prototype du PC-7, il s'agissait du Pilatus P-3-5 A-871. En service de 1979 à 1988.
    - PC-7 (s/n 136 / A-902). En service de 1979 à 2009.

  - Musée de l'aviation de Altenrhein[72]
    - PC-7 (s/n 315 / T7-FMA / ex A-907) actif (en état de vol)
    - PC-7 (s/n 317 / T7-FUN / ex A-909) actif (en état de vol)

  - Clin d'Ailes, Musée de l'aviation militaire de Payerne[72] : PC-7 (s/n 316 / A-908). Entré au musée en 2009.

## Culture populaire

### Philatélie
Le Bophuthatswana publie en 1990 une série de timbres d'une valeur de 0,21 rand illustrant des aéronefs de la Bop Air force, dont les Pilatus PC-6 et PC-7. Le PC-7 (s/n 559) immatriculé T-410 est représenté avec la mention Air force - Pilatus Trainer (PC-7) E3-5 - 1990.

### Œuvres Audiovisuelles
Le Pilatus PC-7 apparaît notamment dans un film, dans une série télévisée et dans un documentaire.
- 1985 : dans le film Rambo 2 : La Mission, PC-7 de la Force aérienne mexicaine.
- 1988 : dans l'épisode Vista Diaboli de la série télévisée Les Nouveaux Chevaliers du ciel, Tanguy et Laverdure volent sur des PC-7 des Forces aériennes suisses.
- 1991 : les Pilatus PC-7 de la patrouille Ecco reçoivent une décoration provisoire pour un film publicitaire.
- 2002 : dans Sky Dance de la patrouille Apache[74]